# Distance de Tchebychev
La distance de Tchebychev, distance de Chebyshev ou ∞-distance, est la distance entre deux points donnée par la différence maximale entre leurs coordonnées sur une dimension.
|   | a | b | c | d | e | f | g | h |   |
| 8 | cinq sur case blanche a8 · quatre sur case noire b8 · trois sur case blanche c8 · deux sur case noire d8 · deux sur case blanche e8 · deux sur case noire f8 · deux sur case blanche g8 · deux sur case noire h8 · cinq sur case noire a7 · quatre sur case blanche b7 · trois sur case noire c7 · deux sur case blanche d7 · un sur case noire e7 · un sur case blanche f7 · un sur case noire g7 · deux sur case blanche h7 · cinq sur case blanche a6 · quatre sur case noire b6 · trois sur case blanche c6 · deux sur case noire d6 · un sur case blanche e6 · Roi blanc sur case noire f6 · un sur case blanche g6 · deux sur case noire h6 · cinq sur case noire a5 · quatre sur case blanche b5 · trois sur case noire c5 · deux sur case blanche d5 · un sur case noire e5 · un sur case blanche f5 · un sur case noire g5 · deux sur case blanche h5 · cinq sur case blanche a4 · quatre sur case noire b4 · trois sur case blanche c4 · deux sur case noire d4 · deux sur case blanche e4 · deux sur case noire f4 · deux sur case blanche g4 · deux sur case noire h4 · cinq sur case noire a3 · quatre sur case blanche b3 · trois sur case noire c3 · trois sur case blanche d3 · trois sur case noire e3 · trois sur case blanche f3 · trois sur case noire g3 · trois sur case blanche h3 · cinq sur case blanche a2 · quatre sur case noire b2 · quatre sur case blanche c2 · quatre sur case noire d2 · quatre sur case blanche e2 · quatre sur case noire f2 · quatre sur case blanche g2 · quatre sur case noire h2 · cinq sur case noire a1 · cinq sur case blanche b1 · cinq sur case noire c1 · cinq sur case blanche d1 · cinq sur case noire e1 · cinq sur case blanche f1 · cinq sur case noire g1 · cinq sur case blanche h1 | cinq sur case blanche a8 · quatre sur case noire b8 · trois sur case blanche c8 · deux sur case noire d8 · deux sur case blanche e8 · deux sur case noire f8 · deux sur case blanche g8 · deux sur case noire h8 · cinq sur case noire a7 · quatre sur case blanche b7 · trois sur case noire c7 · deux sur case blanche d7 · un sur case noire e7 · un sur case blanche f7 · un sur case noire g7 · deux sur case blanche h7 · cinq sur case blanche a6 · quatre sur case noire b6 · trois sur case blanche c6 · deux sur case noire d6 · un sur case blanche e6 · Roi blanc sur case noire f6 · un sur case blanche g6 · deux sur case noire h6 · cinq sur case noire a5 · quatre sur case blanche b5 · trois sur case noire c5 · deux sur case blanche d5 · un sur case noire e5 · un sur case blanche f5 · un sur case noire g5 · deux sur case blanche h5 · cinq sur case blanche a4 · quatre sur case noire b4 · trois sur case blanche c4 · deux sur case noire d4 · deux sur case blanche e4 · deux sur case noire f4 · deux sur case blanche g4 · deux sur case noire h4 · cinq sur case noire a3 · quatre sur case blanche b3 · trois sur case noire c3 · trois sur case blanche d3 · trois sur case noire e3 · trois sur case blanche f3 · trois sur case noire g3 · trois sur case blanche h3 · cinq sur case blanche a2 · quatre sur case noire b2 · quatre sur case blanche c2 · quatre sur case noire d2 · quatre sur case blanche e2 · quatre sur case noire f2 · quatre sur case blanche g2 · quatre sur case noire h2 · cinq sur case noire a1 · cinq sur case blanche b1 · cinq sur case noire c1 · cinq sur case blanche d1 · cinq sur case noire e1 · cinq sur case blanche f1 · cinq sur case noire g1 · cinq sur case blanche h1 | cinq sur case blanche a8 · quatre sur case noire b8 · trois sur case blanche c8 · deux sur case noire d8 · deux sur case blanche e8 · deux sur case noire f8 · deux sur case blanche g8 · deux sur case noire h8 · cinq sur case noire a7 · quatre sur case blanche b7 · trois sur case noire c7 · deux sur case blanche d7 · un sur case noire e7 · un sur case blanche f7 · un sur case noire g7 · deux sur case blanche h7 · cinq sur case blanche a6 · quatre sur case noire b6 · trois sur case blanche c6 · deux sur case noire d6 · un sur case blanche e6 · Roi blanc sur case noire f6 · un sur case blanche g6 · deux sur case noire h6 · cinq sur case noire a5 · quatre sur case blanche b5 · trois sur case noire c5 · deux sur case blanche d5 · un sur case noire e5 · un sur case blanche f5 · un sur case noire g5 · deux sur case blanche h5 · cinq sur case blanche a4 · quatre sur case noire b4 · trois sur case blanche c4 · deux sur case noire d4 · deux sur case blanche e4 · deux sur case noire f4 · deux sur case blanche g4 · deux sur case noire h4 · cinq sur case noire a3 · quatre sur case blanche b3 · trois sur case noire c3 · trois sur case blanche d3 · trois sur case noire e3 · trois sur case blanche f3 · trois sur case noire g3 · trois sur case blanche h3 · cinq sur case blanche a2 · quatre sur case noire b2 · quatre sur case blanche c2 · quatre sur case noire d2 · quatre sur case blanche e2 · quatre sur case noire f2 · quatre sur case blanche g2 · quatre sur case noire h2 · cinq sur case noire a1 · cinq sur case blanche b1 · cinq sur case noire c1 · cinq sur case blanche d1 · cinq sur case noire e1 · cinq sur case blanche f1 · cinq sur case noire g1 · cinq sur case blanche h1 | cinq sur case blanche a8 · quatre sur case noire b8 · trois sur case blanche c8 · deux sur case noire d8 · deux sur case blanche e8 · deux sur case noire f8 · deux sur case blanche g8 · deux sur case noire h8 · cinq sur case noire a7 · quatre sur case blanche b7 · trois sur case noire c7 · deux sur case blanche d7 · un sur case noire e7 · un sur case blanche f7 · un sur case noire g7 · deux sur case blanche h7 · cinq sur case blanche a6 · quatre sur case noire b6 · trois sur case blanche c6 · deux sur case noire d6 · un sur case blanche e6 · Roi blanc sur case noire f6 · un sur case blanche g6 · deux sur case noire h6 · cinq sur case noire a5 · quatre sur case blanche b5 · trois sur case noire c5 · deux sur case blanche d5 · un sur case noire e5 · un sur case blanche f5 · un sur case noire g5 · deux sur case blanche h5 · cinq sur case blanche a4 · quatre sur case noire b4 · trois sur case blanche c4 · deux sur case noire d4 · deux sur case blanche e4 · deux sur case noire f4 · deux sur case blanche g4 · deux sur case noire h4 · cinq sur case noire a3 · quatre sur case blanche b3 · trois sur case noire c3 · trois sur case blanche d3 · trois sur case noire e3 · trois sur case blanche f3 · trois sur case noire g3 · trois sur case blanche h3 · cinq sur case blanche a2 · quatre sur case noire b2 · quatre sur case blanche c2 · quatre sur case noire d2 · quatre sur case blanche e2 · quatre sur case noire f2 · quatre sur case blanche g2 · quatre sur case noire h2 · cinq sur case noire a1 · cinq sur case blanche b1 · cinq sur case noire c1 · cinq sur case blanche d1 · cinq sur case noire e1 · cinq sur case blanche f1 · cinq sur case noire g1 · cinq sur case blanche h1 | cinq sur case blanche a8 · quatre sur case noire b8 · trois sur case blanche c8 · deux sur case noire d8 · deux sur case blanche e8 · deux sur case noire f8 · deux sur case blanche g8 · deux sur case noire h8 · cinq sur case noire a7 · quatre sur case blanche b7 · trois sur case noire c7 · deux sur case blanche d7 · un sur case noire e7 · un sur case blanche f7 · un sur case noire g7 · deux sur case blanche h7 · cinq sur case blanche a6 · quatre sur case noire b6 · trois sur case blanche c6 · deux sur case noire d6 · un sur case blanche e6 · Roi blanc sur case noire f6 · un sur case blanche g6 · deux sur case noire h6 · cinq sur case noire a5 · quatre sur case blanche b5 · trois sur case noire c5 · deux sur case blanche d5 · un sur case noire e5 · un sur case blanche f5 · un sur case noire g5 · deux sur case blanche h5 · cinq sur case blanche a4 · quatre sur case noire b4 · trois sur case blanche c4 · deux sur case noire d4 · deux sur case blanche e4 · deux sur case noire f4 · deux sur case blanche g4 · deux sur case noire h4 · cinq sur case noire a3 · quatre sur case blanche b3 · trois sur case noire c3 · trois sur case blanche d3 · trois sur case noire e3 · trois sur case blanche f3 · trois sur case noire g3 · trois sur case blanche h3 · cinq sur case blanche a2 · quatre sur case noire b2 · quatre sur case blanche c2 · quatre sur case noire d2 · quatre sur case blanche e2 · quatre sur case noire f2 · quatre sur case blanche g2 · quatre sur case noire h2 · cinq sur case noire a1 · cinq sur case blanche b1 · cinq sur case noire c1 · cinq sur case blanche d1 · cinq sur case noire e1 · cinq sur case blanche f1 · cinq sur case noire g1 · cinq sur case blanche h1 | cinq sur case blanche a8 · quatre sur case noire b8 · trois sur case blanche c8 · deux sur case noire d8 · deux sur case blanche e8 · deux sur case noire f8 · deux sur case blanche g8 · deux sur case noire h8 · cinq sur case noire a7 · quatre sur case blanche b7 · trois sur case noire c7 · deux sur case blanche d7 · un sur case noire e7 · un sur case blanche f7 · un sur case noire g7 · deux sur case blanche h7 · cinq sur case blanche a6 · quatre sur case noire b6 · trois sur case blanche c6 · deux sur case noire d6 · un sur case blanche e6 · Roi blanc sur case noire f6 · un sur case blanche g6 · deux sur case noire h6 · cinq sur case noire a5 · quatre sur case blanche b5 · trois sur case noire c5 · deux sur case blanche d5 · un sur case noire e5 · un sur case blanche f5 · un sur case noire g5 · deux sur case blanche h5 · cinq sur case blanche a4 · quatre sur case noire b4 · trois sur case blanche c4 · deux sur case noire d4 · deux sur case blanche e4 · deux sur case noire f4 · deux sur case blanche g4 · deux sur case noire h4 · cinq sur case noire a3 · quatre sur case blanche b3 · trois sur case noire c3 · trois sur case blanche d3 · trois sur case noire e3 · trois sur case blanche f3 · trois sur case noire g3 · trois sur case blanche h3 · cinq sur case blanche a2 · quatre sur case noire b2 · quatre sur case blanche c2 · quatre sur case noire d2 · quatre sur case blanche e2 · quatre sur case noire f2 · quatre sur case blanche g2 · quatre sur case noire h2 · cinq sur case noire a1 · cinq sur case blanche b1 · cinq sur case noire c1 · cinq sur case blanche d1 · cinq sur case noire e1 · cinq sur case blanche f1 · cinq sur case noire g1 · cinq sur case blanche h1 | cinq sur case blanche a8 · quatre sur case noire b8 · trois sur case blanche c8 · deux sur case noire d8 · deux sur case blanche e8 · deux sur case noire f8 · deux sur case blanche g8 · deux sur case noire h8 · cinq sur case noire a7 · quatre sur case blanche b7 · trois sur case noire c7 · deux sur case blanche d7 · un sur case noire e7 · un sur case blanche f7 · un sur case noire g7 · deux sur case blanche h7 · cinq sur case blanche a6 · quatre sur case noire b6 · trois sur case blanche c6 · deux sur case noire d6 · un sur case blanche e6 · Roi blanc sur case noire f6 · un sur case blanche g6 · deux sur case noire h6 · cinq sur case noire a5 · quatre sur case blanche b5 · trois sur case noire c5 · deux sur case blanche d5 · un sur case noire e5 · un sur case blanche f5 · un sur case noire g5 · deux sur case blanche h5 · cinq sur case blanche a4 · quatre sur case noire b4 · trois sur case blanche c4 · deux sur case noire d4 · deux sur case blanche e4 · deux sur case noire f4 · deux sur case blanche g4 · deux sur case noire h4 · cinq sur case noire a3 · quatre sur case blanche b3 · trois sur case noire c3 · trois sur case blanche d3 · trois sur case noire e3 · trois sur case blanche f3 · trois sur case noire g3 · trois sur case blanche h3 · cinq sur case blanche a2 · quatre sur case noire b2 · quatre sur case blanche c2 · quatre sur case noire d2 · quatre sur case blanche e2 · quatre sur case noire f2 · quatre sur case blanche g2 · quatre sur case noire h2 · cinq sur case noire a1 · cinq sur case blanche b1 · cinq sur case noire c1 · cinq sur case blanche d1 · cinq sur case noire e1 · cinq sur case blanche f1 · cinq sur case noire g1 · cinq sur case blanche h1 | cinq sur case blanche a8 · quatre sur case noire b8 · trois sur case blanche c8 · deux sur case noire d8 · deux sur case blanche e8 · deux sur case noire f8 · deux sur case blanche g8 · deux sur case noire h8 · cinq sur case noire a7 · quatre sur case blanche b7 · trois sur case noire c7 · deux sur case blanche d7 · un sur case noire e7 · un sur case blanche f7 · un sur case noire g7 · deux sur case blanche h7 · cinq sur case blanche a6 · quatre sur case noire b6 · trois sur case blanche c6 · deux sur case noire d6 · un sur case blanche e6 · Roi blanc sur case noire f6 · un sur case blanche g6 · deux sur case noire h6 · cinq sur case noire a5 · quatre sur case blanche b5 · trois sur case noire c5 · deux sur case blanche d5 · un sur case noire e5 · un sur case blanche f5 · un sur case noire g5 · deux sur case blanche h5 · cinq sur case blanche a4 · quatre sur case noire b4 · trois sur case blanche c4 · deux sur case noire d4 · deux sur case blanche e4 · deux sur case noire f4 · deux sur case blanche g4 · deux sur case noire h4 · cinq sur case noire a3 · quatre sur case blanche b3 · trois sur case noire c3 · trois sur case blanche d3 · trois sur case noire e3 · trois sur case blanche f3 · trois sur case noire g3 · trois sur case blanche h3 · cinq sur case blanche a2 · quatre sur case noire b2 · quatre sur case blanche c2 · quatre sur case noire d2 · quatre sur case blanche e2 · quatre sur case noire f2 · quatre sur case blanche g2 · quatre sur case noire h2 · cinq sur case noire a1 · cinq sur case blanche b1 · cinq sur case noire c1 · cinq sur case blanche d1 · cinq sur case noire e1 · cinq sur case blanche f1 · cinq sur case noire g1 · cinq sur case blanche h1 | 8 |
| 7 | cinq sur case blanche a8 · quatre sur case noire b8 · trois sur case blanche c8 · deux sur case noire d8 · deux sur case blanche e8 · deux sur case noire f8 · deux sur case blanche g8 · deux sur case noire h8 · cinq sur case noire a7 · quatre sur case blanche b7 · trois sur case noire c7 · deux sur case blanche d7 · un sur case noire e7 · un sur case blanche f7 · un sur case noire g7 · deux sur case blanche h7 · cinq sur case blanche a6 · quatre sur case noire b6 · trois sur case blanche c6 · deux sur case noire d6 · un sur case blanche e6 · Roi blanc sur case noire f6 · un sur case blanche g6 · deux sur case noire h6 · cinq sur case noire a5 · quatre sur case blanche b5 · trois sur case noire c5 · deux sur case blanche d5 · un sur case noire e5 · un sur case blanche f5 · un sur case noire g5 · deux sur case blanche h5 · cinq sur case blanche a4 · quatre sur case noire b4 · trois sur case blanche c4 · deux sur case noire d4 · deux sur case blanche e4 · deux sur case noire f4 · deux sur case blanche g4 · deux sur case noire h4 · cinq sur case noire a3 · quatre sur case blanche b3 · trois sur case noire c3 · trois sur case blanche d3 · trois sur case noire e3 · trois sur case blanche f3 · trois sur case noire g3 · trois sur case blanche h3 · cinq sur case blanche a2 · quatre sur case noire b2 · quatre sur case blanche c2 · quatre sur case noire d2 · quatre sur case blanche e2 · quatre sur case noire f2 · quatre sur case blanche g2 · quatre sur case noire h2 · cinq sur case noire a1 · cinq sur case blanche b1 · cinq sur case noire c1 · cinq sur case blanche d1 · cinq sur case noire e1 · cinq sur case blanche f1 · cinq sur case noire g1 · cinq sur case blanche h1 | cinq sur case blanche a8 · quatre sur case noire b8 · trois sur case blanche c8 · deux sur case noire d8 · deux sur case blanche e8 · deux sur case noire f8 · deux sur case blanche g8 · deux sur case noire h8 · cinq sur case noire a7 · quatre sur case blanche b7 · trois sur case noire c7 · deux sur case blanche d7 · un sur case noire e7 · un sur case blanche f7 · un sur case noire g7 · deux sur case blanche h7 · cinq sur case blanche a6 · quatre sur case noire b6 · trois sur case blanche c6 · deux sur case noire d6 · un sur case blanche e6 · Roi blanc sur case noire f6 · un sur case blanche g6 · deux sur case noire h6 · cinq sur case noire a5 · quatre sur case blanche b5 · trois sur case noire c5 · deux sur case blanche d5 · un sur case noire e5 · un sur case blanche f5 · un sur case noire g5 · deux sur case blanche h5 · cinq sur case blanche a4 · quatre sur case noire b4 · trois sur case blanche c4 · deux sur case noire d4 · deux sur case blanche e4 · deux sur case noire f4 · deux sur case blanche g4 · deux sur case noire h4 · cinq sur case noire a3 · quatre sur case blanche b3 · trois sur case noire c3 · trois sur case blanche d3 · trois sur case noire e3 · trois sur case blanche f3 · trois sur case noire g3 · trois sur case blanche h3 · cinq sur case blanche a2 · quatre sur case noire b2 · quatre sur case blanche c2 · quatre sur case noire d2 · quatre sur case blanche e2 · quatre sur case noire f2 · quatre sur case blanche g2 · quatre sur case noire h2 · cinq sur case noire a1 · cinq sur case blanche b1 · cinq sur case noire c1 · cinq sur case blanche d1 · cinq sur case noire e1 · cinq sur case blanche f1 · cinq sur case noire g1 · cinq sur case blanche h1 | cinq sur case blanche a8 · quatre sur case noire b8 · trois sur case blanche c8 · deux sur case noire d8 · deux sur case blanche e8 · deux sur case noire f8 · deux sur case blanche g8 · deux sur case noire h8 · cinq sur case noire a7 · quatre sur case blanche b7 · trois sur case noire c7 · deux sur case blanche d7 · un sur case noire e7 · un sur case blanche f7 · un sur case noire g7 · deux sur case blanche h7 · cinq sur case blanche a6 · quatre sur case noire b6 · trois sur case blanche c6 · deux sur case noire d6 · un sur case blanche e6 · Roi blanc sur case noire f6 · un sur case blanche g6 · deux sur case noire h6 · cinq sur case noire a5 · quatre sur case blanche b5 · trois sur case noire c5 · deux sur case blanche d5 · un sur case noire e5 · un sur case blanche f5 · un sur case noire g5 · deux sur case blanche h5 · cinq sur case blanche a4 · quatre sur case noire b4 · trois sur case blanche c4 · deux sur case noire d4 · deux sur case blanche e4 · deux sur case noire f4 · deux sur case blanche g4 · deux sur case noire h4 · cinq sur case noire a3 · quatre sur case blanche b3 · trois sur case noire c3 · trois sur case blanche d3 · trois sur case noire e3 · trois sur case blanche f3 · trois sur case noire g3 · trois sur case blanche h3 · cinq sur case blanche a2 · quatre sur case noire b2 · quatre sur case blanche c2 · quatre sur case noire d2 · quatre sur case blanche e2 · quatre sur case noire f2 · quatre sur case blanche g2 · quatre sur case noire h2 · cinq sur case noire a1 · cinq sur case blanche b1 · cinq sur case noire c1 · cinq sur case blanche d1 · cinq sur case noire e1 · cinq sur case blanche f1 · cinq sur case noire g1 · cinq sur case blanche h1 | cinq sur case blanche a8 · quatre sur case noire b8 · trois sur case blanche c8 · deux sur case noire d8 · deux sur case blanche e8 · deux sur case noire f8 · deux sur case blanche g8 · deux sur case noire h8 · cinq sur case noire a7 · quatre sur case blanche b7 · trois sur case noire c7 · deux sur case blanche d7 · un sur case noire e7 · un sur case blanche f7 · un sur case noire g7 · deux sur case blanche h7 · cinq sur case blanche a6 · quatre sur case noire b6 · trois sur case blanche c6 · deux sur case noire d6 · un sur case blanche e6 · Roi blanc sur case noire f6 · un sur case blanche g6 · deux sur case noire h6 · cinq sur case noire a5 · quatre sur case blanche b5 · trois sur case noire c5 · deux sur case blanche d5 · un sur case noire e5 · un sur case blanche f5 · un sur case noire g5 · deux sur case blanche h5 · cinq sur case blanche a4 · quatre sur case noire b4 · trois sur case blanche c4 · deux sur case noire d4 · deux sur case blanche e4 · deux sur case noire f4 · deux sur case blanche g4 · deux sur case noire h4 · cinq sur case noire a3 · quatre sur case blanche b3 · trois sur case noire c3 · trois sur case blanche d3 · trois sur case noire e3 · trois sur case blanche f3 · trois sur case noire g3 · trois sur case blanche h3 · cinq sur case blanche a2 · quatre sur case noire b2 · quatre sur case blanche c2 · quatre sur case noire d2 · quatre sur case blanche e2 · quatre sur case noire f2 · quatre sur case blanche g2 · quatre sur case noire h2 · cinq sur case noire a1 · cinq sur case blanche b1 · cinq sur case noire c1 · cinq sur case blanche d1 · cinq sur case noire e1 · cinq sur case blanche f1 · cinq sur case noire g1 · cinq sur case blanche h1 | cinq sur case blanche a8 · quatre sur case noire b8 · trois sur case blanche c8 · deux sur case noire d8 · deux sur case blanche e8 · deux sur case noire f8 · deux sur case blanche g8 · deux sur case noire h8 · cinq sur case noire a7 · quatre sur case blanche b7 · trois sur case noire c7 · deux sur case blanche d7 · un sur case noire e7 · un sur case blanche f7 · un sur case noire g7 · deux sur case blanche h7 · cinq sur case blanche a6 · quatre sur case noire b6 · trois sur case blanche c6 · deux sur case noire d6 · un sur case blanche e6 · Roi blanc sur case noire f6 · un sur case blanche g6 · deux sur case noire h6 · cinq sur case noire a5 · quatre sur case blanche b5 · trois sur case noire c5 · deux sur case blanche d5 · un sur case noire e5 · un sur case blanche f5 · un sur case noire g5 · deux sur case blanche h5 · cinq sur case blanche a4 · quatre sur case noire b4 · trois sur case blanche c4 · deux sur case noire d4 · deux sur case blanche e4 · deux sur case noire f4 · deux sur case blanche g4 · deux sur case noire h4 · cinq sur case noire a3 · quatre sur case blanche b3 · trois sur case noire c3 · trois sur case blanche d3 · trois sur case noire e3 · trois sur case blanche f3 · trois sur case noire g3 · trois sur case blanche h3 · cinq sur case blanche a2 · quatre sur case noire b2 · quatre sur case blanche c2 · quatre sur case noire d2 · quatre sur case blanche e2 · quatre sur case noire f2 · quatre sur case blanche g2 · quatre sur case noire h2 · cinq sur case noire a1 · cinq sur case blanche b1 · cinq sur case noire c1 · cinq sur case blanche d1 · cinq sur case noire e1 · cinq sur case blanche f1 · cinq sur case noire g1 · cinq sur case blanche h1 | cinq sur case blanche a8 · quatre sur case noire b8 · trois sur case blanche c8 · deux sur case noire d8 · deux sur case blanche e8 · deux sur case noire f8 · deux sur case blanche g8 · deux sur case noire h8 · cinq sur case noire a7 · quatre sur case blanche b7 · trois sur case noire c7 · deux sur case blanche d7 · un sur case noire e7 · un sur case blanche f7 · un sur case noire g7 · deux sur case blanche h7 · cinq sur case blanche a6 · quatre sur case noire b6 · trois sur case blanche c6 · deux sur case noire d6 · un sur case blanche e6 · Roi blanc sur case noire f6 · un sur case blanche g6 · deux sur case noire h6 · cinq sur case noire a5 · quatre sur case blanche b5 · trois sur case noire c5 · deux sur case blanche d5 · un sur case noire e5 · un sur case blanche f5 · un sur case noire g5 · deux sur case blanche h5 · cinq sur case blanche a4 · quatre sur case noire b4 · trois sur case blanche c4 · deux sur case noire d4 · deux sur case blanche e4 · deux sur case noire f4 · deux sur case blanche g4 · deux sur case noire h4 · cinq sur case noire a3 · quatre sur case blanche b3 · trois sur case noire c3 · trois sur case blanche d3 · trois sur case noire e3 · trois sur case blanche f3 · trois sur case noire g3 · trois sur case blanche h3 · cinq sur case blanche a2 · quatre sur case noire b2 · quatre sur case blanche c2 · quatre sur case noire d2 · quatre sur case blanche e2 · quatre sur case noire f2 · quatre sur case blanche g2 · quatre sur case noire h2 · cinq sur case noire a1 · cinq sur case blanche b1 · cinq sur case noire c1 · cinq sur case blanche d1 · cinq sur case noire e1 · cinq sur case blanche f1 · cinq sur case noire g1 · cinq sur case blanche h1 | cinq sur case blanche a8 · quatre sur case noire b8 · trois sur case blanche c8 · deux sur case noire d8 · deux sur case blanche e8 · deux sur case noire f8 · deux sur case blanche g8 · deux sur case noire h8 · cinq sur case noire a7 · quatre sur case blanche b7 · trois sur case noire c7 · deux sur case blanche d7 · un sur case noire e7 · un sur case blanche f7 · un sur case noire g7 · deux sur case blanche h7 · cinq sur case blanche a6 · quatre sur case noire b6 · trois sur case blanche c6 · deux sur case noire d6 · un sur case blanche e6 · Roi blanc sur case noire f6 · un sur case blanche g6 · deux sur case noire h6 · cinq sur case noire a5 · quatre sur case blanche b5 · trois sur case noire c5 · deux sur case blanche d5 · un sur case noire e5 · un sur case blanche f5 · un sur case noire g5 · deux sur case blanche h5 · cinq sur case blanche a4 · quatre sur case noire b4 · trois sur case blanche c4 · deux sur case noire d4 · deux sur case blanche e4 · deux sur case noire f4 · deux sur case blanche g4 · deux sur case noire h4 · cinq sur case noire a3 · quatre sur case blanche b3 · trois sur case noire c3 · trois sur case blanche d3 · trois sur case noire e3 · trois sur case blanche f3 · trois sur case noire g3 · trois sur case blanche h3 · cinq sur case blanche a2 · quatre sur case noire b2 · quatre sur case blanche c2 · quatre sur case noire d2 · quatre sur case blanche e2 · quatre sur case noire f2 · quatre sur case blanche g2 · quatre sur case noire h2 · cinq sur case noire a1 · cinq sur case blanche b1 · cinq sur case noire c1 · cinq sur case blanche d1 · cinq sur case noire e1 · cinq sur case blanche f1 · cinq sur case noire g1 · cinq sur case blanche h1 | cinq sur case blanche a8 · quatre sur case noire b8 · trois sur case blanche c8 · deux sur case noire d8 · deux sur case blanche e8 · deux sur case noire f8 · deux sur case blanche g8 · deux sur case noire h8 · cinq sur case noire a7 · quatre sur case blanche b7 · trois sur case noire c7 · deux sur case blanche d7 · un sur case noire e7 · un sur case blanche f7 · un sur case noire g7 · deux sur case blanche h7 · cinq sur case blanche a6 · quatre sur case noire b6 · trois sur case blanche c6 · deux sur case noire d6 · un sur case blanche e6 · Roi blanc sur case noire f6 · un sur case blanche g6 · deux sur case noire h6 · cinq sur case noire a5 · quatre sur case blanche b5 · trois sur case noire c5 · deux sur case blanche d5 · un sur case noire e5 · un sur case blanche f5 · un sur case noire g5 · deux sur case blanche h5 · cinq sur case blanche a4 · quatre sur case noire b4 · trois sur case blanche c4 · deux sur case noire d4 · deux sur case blanche e4 · deux sur case noire f4 · deux sur case blanche g4 · deux sur case noire h4 · cinq sur case noire a3 · quatre sur case blanche b3 · trois sur case noire c3 · trois sur case blanche d3 · trois sur case noire e3 · trois sur case blanche f3 · trois sur case noire g3 · trois sur case blanche h3 · cinq sur case blanche a2 · quatre sur case noire b2 · quatre sur case blanche c2 · quatre sur case noire d2 · quatre sur case blanche e2 · quatre sur case noire f2 · quatre sur case blanche g2 · quatre sur case noire h2 · cinq sur case noire a1 · cinq sur case blanche b1 · cinq sur case noire c1 · cinq sur case blanche d1 · cinq sur case noire e1 · cinq sur case blanche f1 · cinq sur case noire g1 · cinq sur case blanche h1 | 7 |
| 6 | cinq sur case blanche a8 · quatre sur case noire b8 · trois sur case blanche c8 · deux sur case noire d8 · deux sur case blanche e8 · deux sur case noire f8 · deux sur case blanche g8 · deux sur case noire h8 · cinq sur case noire a7 · quatre sur case blanche b7 · trois sur case noire c7 · deux sur case blanche d7 · un sur case noire e7 · un sur case blanche f7 · un sur case noire g7 · deux sur case blanche h7 · cinq sur case blanche a6 · quatre sur case noire b6 · trois sur case blanche c6 · deux sur case noire d6 · un sur case blanche e6 · Roi blanc sur case noire f6 · un sur case blanche g6 · deux sur case noire h6 · cinq sur case noire a5 · quatre sur case blanche b5 · trois sur case noire c5 · deux sur case blanche d5 · un sur case noire e5 · un sur case blanche f5 · un sur case noire g5 · deux sur case blanche h5 · cinq sur case blanche a4 · quatre sur case noire b4 · trois sur case blanche c4 · deux sur case noire d4 · deux sur case blanche e4 · deux sur case noire f4 · deux sur case blanche g4 · deux sur case noire h4 · cinq sur case noire a3 · quatre sur case blanche b3 · trois sur case noire c3 · trois sur case blanche d3 · trois sur case noire e3 · trois sur case blanche f3 · trois sur case noire g3 · trois sur case blanche h3 · cinq sur case blanche a2 · quatre sur case noire b2 · quatre sur case blanche c2 · quatre sur case noire d2 · quatre sur case blanche e2 · quatre sur case noire f2 · quatre sur case blanche g2 · quatre sur case noire h2 · cinq sur case noire a1 · cinq sur case blanche b1 · cinq sur case noire c1 · cinq sur case blanche d1 · cinq sur case noire e1 · cinq sur case blanche f1 · cinq sur case noire g1 · cinq sur case blanche h1 | cinq sur case blanche a8 · quatre sur case noire b8 · trois sur case blanche c8 · deux sur case noire d8 · deux sur case blanche e8 · deux sur case noire f8 · deux sur case blanche g8 · deux sur case noire h8 · cinq sur case noire a7 · quatre sur case blanche b7 · trois sur case noire c7 · deux sur case blanche d7 · un sur case noire e7 · un sur case blanche f7 · un sur case noire g7 · deux sur case blanche h7 · cinq sur case blanche a6 · quatre sur case noire b6 · trois sur case blanche c6 · deux sur case noire d6 · un sur case blanche e6 · Roi blanc sur case noire f6 · un sur case blanche g6 · deux sur case noire h6 · cinq sur case noire a5 · quatre sur case blanche b5 · trois sur case noire c5 · deux sur case blanche d5 · un sur case noire e5 · un sur case blanche f5 · un sur case noire g5 · deux sur case blanche h5 · cinq sur case blanche a4 · quatre sur case noire b4 · trois sur case blanche c4 · deux sur case noire d4 · deux sur case blanche e4 · deux sur case noire f4 · deux sur case blanche g4 · deux sur case noire h4 · cinq sur case noire a3 · quatre sur case blanche b3 · trois sur case noire c3 · trois sur case blanche d3 · trois sur case noire e3 · trois sur case blanche f3 · trois sur case noire g3 · trois sur case blanche h3 · cinq sur case blanche a2 · quatre sur case noire b2 · quatre sur case blanche c2 · quatre sur case noire d2 · quatre sur case blanche e2 · quatre sur case noire f2 · quatre sur case blanche g2 · quatre sur case noire h2 · cinq sur case noire a1 · cinq sur case blanche b1 · cinq sur case noire c1 · cinq sur case blanche d1 · cinq sur case noire e1 · cinq sur case blanche f1 · cinq sur case noire g1 · cinq sur case blanche h1 | cinq sur case blanche a8 · quatre sur case noire b8 · trois sur case blanche c8 · deux sur case noire d8 · deux sur case blanche e8 · deux sur case noire f8 · deux sur case blanche g8 · deux sur case noire h8 · cinq sur case noire a7 · quatre sur case blanche b7 · trois sur case noire c7 · deux sur case blanche d7 · un sur case noire e7 · un sur case blanche f7 · un sur case noire g7 · deux sur case blanche h7 · cinq sur case blanche a6 · quatre sur case noire b6 · trois sur case blanche c6 · deux sur case noire d6 · un sur case blanche e6 · Roi blanc sur case noire f6 · un sur case blanche g6 · deux sur case noire h6 · cinq sur case noire a5 · quatre sur case blanche b5 · trois sur case noire c5 · deux sur case blanche d5 · un sur case noire e5 · un sur case blanche f5 · un sur case noire g5 · deux sur case blanche h5 · cinq sur case blanche a4 · quatre sur case noire b4 · trois sur case blanche c4 · deux sur case noire d4 · deux sur case blanche e4 · deux sur case noire f4 · deux sur case blanche g4 · deux sur case noire h4 · cinq sur case noire a3 · quatre sur case blanche b3 · trois sur case noire c3 · trois sur case blanche d3 · trois sur case noire e3 · trois sur case blanche f3 · trois sur case noire g3 · trois sur case blanche h3 · cinq sur case blanche a2 · quatre sur case noire b2 · quatre sur case blanche c2 · quatre sur case noire d2 · quatre sur case blanche e2 · quatre sur case noire f2 · quatre sur case blanche g2 · quatre sur case noire h2 · cinq sur case noire a1 · cinq sur case blanche b1 · cinq sur case noire c1 · cinq sur case blanche d1 · cinq sur case noire e1 · cinq sur case blanche f1 · cinq sur case noire g1 · cinq sur case blanche h1 | cinq sur case blanche a8 · quatre sur case noire b8 · trois sur case blanche c8 · deux sur case noire d8 · deux sur case blanche e8 · deux sur case noire f8 · deux sur case blanche g8 · deux sur case noire h8 · cinq sur case noire a7 · quatre sur case blanche b7 · trois sur case noire c7 · deux sur case blanche d7 · un sur case noire e7 · un sur case blanche f7 · un sur case noire g7 · deux sur case blanche h7 · cinq sur case blanche a6 · quatre sur case noire b6 · trois sur case blanche c6 · deux sur case noire d6 · un sur case blanche e6 · Roi blanc sur case noire f6 · un sur case blanche g6 · deux sur case noire h6 · cinq sur case noire a5 · quatre sur case blanche b5 · trois sur case noire c5 · deux sur case blanche d5 · un sur case noire e5 · un sur case blanche f5 · un sur case noire g5 · deux sur case blanche h5 · cinq sur case blanche a4 · quatre sur case noire b4 · trois sur case blanche c4 · deux sur case noire d4 · deux sur case blanche e4 · deux sur case noire f4 · deux sur case blanche g4 · deux sur case noire h4 · cinq sur case noire a3 · quatre sur case blanche b3 · trois sur case noire c3 · trois sur case blanche d3 · trois sur case noire e3 · trois sur case blanche f3 · trois sur case noire g3 · trois sur case blanche h3 · cinq sur case blanche a2 · quatre sur case noire b2 · quatre sur case blanche c2 · quatre sur case noire d2 · quatre sur case blanche e2 · quatre sur case noire f2 · quatre sur case blanche g2 · quatre sur case noire h2 · cinq sur case noire a1 · cinq sur case blanche b1 · cinq sur case noire c1 · cinq sur case blanche d1 · cinq sur case noire e1 · cinq sur case blanche f1 · cinq sur case noire g1 · cinq sur case blanche h1 | cinq sur case blanche a8 · quatre sur case noire b8 · trois sur case blanche c8 · deux sur case noire d8 · deux sur case blanche e8 · deux sur case noire f8 · deux sur case blanche g8 · deux sur case noire h8 · cinq sur case noire a7 · quatre sur case blanche b7 · trois sur case noire c7 · deux sur case blanche d7 · un sur case noire e7 · un sur case blanche f7 · un sur case noire g7 · deux sur case blanche h7 · cinq sur case blanche a6 · quatre sur case noire b6 · trois sur case blanche c6 · deux sur case noire d6 · un sur case blanche e6 · Roi blanc sur case noire f6 · un sur case blanche g6 · deux sur case noire h6 · cinq sur case noire a5 · quatre sur case blanche b5 · trois sur case noire c5 · deux sur case blanche d5 · un sur case noire e5 · un sur case blanche f5 · un sur case noire g5 · deux sur case blanche h5 · cinq sur case blanche a4 · quatre sur case noire b4 · trois sur case blanche c4 · deux sur case noire d4 · deux sur case blanche e4 · deux sur case noire f4 · deux sur case blanche g4 · deux sur case noire h4 · cinq sur case noire a3 · quatre sur case blanche b3 · trois sur case noire c3 · trois sur case blanche d3 · trois sur case noire e3 · trois sur case blanche f3 · trois sur case noire g3 · trois sur case blanche h3 · cinq sur case blanche a2 · quatre sur case noire b2 · quatre sur case blanche c2 · quatre sur case noire d2 · quatre sur case blanche e2 · quatre sur case noire f2 · quatre sur case blanche g2 · quatre sur case noire h2 · cinq sur case noire a1 · cinq sur case blanche b1 · cinq sur case noire c1 · cinq sur case blanche d1 · cinq sur case noire e1 · cinq sur case blanche f1 · cinq sur case noire g1 · cinq sur case blanche h1 | cinq sur case blanche a8 · quatre sur case noire b8 · trois sur case blanche c8 · deux sur case noire d8 · deux sur case blanche e8 · deux sur case noire f8 · deux sur case blanche g8 · deux sur case noire h8 · cinq sur case noire a7 · quatre sur case blanche b7 · trois sur case noire c7 · deux sur case blanche d7 · un sur case noire e7 · un sur case blanche f7 · un sur case noire g7 · deux sur case blanche h7 · cinq sur case blanche a6 · quatre sur case noire b6 · trois sur case blanche c6 · deux sur case noire d6 · un sur case blanche e6 · Roi blanc sur case noire f6 · un sur case blanche g6 · deux sur case noire h6 · cinq sur case noire a5 · quatre sur case blanche b5 · trois sur case noire c5 · deux sur case blanche d5 · un sur case noire e5 · un sur case blanche f5 · un sur case noire g5 · deux sur case blanche h5 · cinq sur case blanche a4 · quatre sur case noire b4 · trois sur case blanche c4 · deux sur case noire d4 · deux sur case blanche e4 · deux sur case noire f4 · deux sur case blanche g4 · deux sur case noire h4 · cinq sur case noire a3 · quatre sur case blanche b3 · trois sur case noire c3 · trois sur case blanche d3 · trois sur case noire e3 · trois sur case blanche f3 · trois sur case noire g3 · trois sur case blanche h3 · cinq sur case blanche a2 · quatre sur case noire b2 · quatre sur case blanche c2 · quatre sur case noire d2 · quatre sur case blanche e2 · quatre sur case noire f2 · quatre sur case blanche g2 · quatre sur case noire h2 · cinq sur case noire a1 · cinq sur case blanche b1 · cinq sur case noire c1 · cinq sur case blanche d1 · cinq sur case noire e1 · cinq sur case blanche f1 · cinq sur case noire g1 · cinq sur case blanche h1 | cinq sur case blanche a8 · quatre sur case noire b8 · trois sur case blanche c8 · deux sur case noire d8 · deux sur case blanche e8 · deux sur case noire f8 · deux sur case blanche g8 · deux sur case noire h8 · cinq sur case noire a7 · quatre sur case blanche b7 · trois sur case noire c7 · deux sur case blanche d7 · un sur case noire e7 · un sur case blanche f7 · un sur case noire g7 · deux sur case blanche h7 · cinq sur case blanche a6 · quatre sur case noire b6 · trois sur case blanche c6 · deux sur case noire d6 · un sur case blanche e6 · Roi blanc sur case noire f6 · un sur case blanche g6 · deux sur case noire h6 · cinq sur case noire a5 · quatre sur case blanche b5 · trois sur case noire c5 · deux sur case blanche d5 · un sur case noire e5 · un sur case blanche f5 · un sur case noire g5 · deux sur case blanche h5 · cinq sur case blanche a4 · quatre sur case noire b4 · trois sur case blanche c4 · deux sur case noire d4 · deux sur case blanche e4 · deux sur case noire f4 · deux sur case blanche g4 · deux sur case noire h4 · cinq sur case noire a3 · quatre sur case blanche b3 · trois sur case noire c3 · trois sur case blanche d3 · trois sur case noire e3 · trois sur case blanche f3 · trois sur case noire g3 · trois sur case blanche h3 · cinq sur case blanche a2 · quatre sur case noire b2 · quatre sur case blanche c2 · quatre sur case noire d2 · quatre sur case blanche e2 · quatre sur case noire f2 · quatre sur case blanche g2 · quatre sur case noire h2 · cinq sur case noire a1 · cinq sur case blanche b1 · cinq sur case noire c1 · cinq sur case blanche d1 · cinq sur case noire e1 · cinq sur case blanche f1 · cinq sur case noire g1 · cinq sur case blanche h1 | cinq sur case blanche a8 · quatre sur case noire b8 · trois sur case blanche c8 · deux sur case noire d8 · deux sur case blanche e8 · deux sur case noire f8 · deux sur case blanche g8 · deux sur case noire h8 · cinq sur case noire a7 · quatre sur case blanche b7 · trois sur case noire c7 · deux sur case blanche d7 · un sur case noire e7 · un sur case blanche f7 · un sur case noire g7 · deux sur case blanche h7 · cinq sur case blanche a6 · quatre sur case noire b6 · trois sur case blanche c6 · deux sur case noire d6 · un sur case blanche e6 · Roi blanc sur case noire f6 · un sur case blanche g6 · deux sur case noire h6 · cinq sur case noire a5 · quatre sur case blanche b5 · trois sur case noire c5 · deux sur case blanche d5 · un sur case noire e5 · un sur case blanche f5 · un sur case noire g5 · deux sur case blanche h5 · cinq sur case blanche a4 · quatre sur case noire b4 · trois sur case blanche c4 · deux sur case noire d4 · deux sur case blanche e4 · deux sur case noire f4 · deux sur case blanche g4 · deux sur case noire h4 · cinq sur case noire a3 · quatre sur case blanche b3 · trois sur case noire c3 · trois sur case blanche d3 · trois sur case noire e3 · trois sur case blanche f3 · trois sur case noire g3 · trois sur case blanche h3 · cinq sur case blanche a2 · quatre sur case noire b2 · quatre sur case blanche c2 · quatre sur case noire d2 · quatre sur case blanche e2 · quatre sur case noire f2 · quatre sur case blanche g2 · quatre sur case noire h2 · cinq sur case noire a1 · cinq sur case blanche b1 · cinq sur case noire c1 · cinq sur case blanche d1 · cinq sur case noire e1 · cinq sur case blanche f1 · cinq sur case noire g1 · cinq sur case blanche h1 | 6 |
| 5 | cinq sur case blanche a8 · quatre sur case noire b8 · trois sur case blanche c8 · deux sur case noire d8 · deux sur case blanche e8 · deux sur case noire f8 · deux sur case blanche g8 · deux sur case noire h8 · cinq sur case noire a7 · quatre sur case blanche b7 · trois sur case noire c7 · deux sur case blanche d7 · un sur case noire e7 · un sur case blanche f7 · un sur case noire g7 · deux sur case blanche h7 · cinq sur case blanche a6 · quatre sur case noire b6 · trois sur case blanche c6 · deux sur case noire d6 · un sur case blanche e6 · Roi blanc sur case noire f6 · un sur case blanche g6 · deux sur case noire h6 · cinq sur case noire a5 · quatre sur case blanche b5 · trois sur case noire c5 · deux sur case blanche d5 · un sur case noire e5 · un sur case blanche f5 · un sur case noire g5 · deux sur case blanche h5 · cinq sur case blanche a4 · quatre sur case noire b4 · trois sur case blanche c4 · deux sur case noire d4 · deux sur case blanche e4 · deux sur case noire f4 · deux sur case blanche g4 · deux sur case noire h4 · cinq sur case noire a3 · quatre sur case blanche b3 · trois sur case noire c3 · trois sur case blanche d3 · trois sur case noire e3 · trois sur case blanche f3 · trois sur case noire g3 · trois sur case blanche h3 · cinq sur case blanche a2 · quatre sur case noire b2 · quatre sur case blanche c2 · quatre sur case noire d2 · quatre sur case blanche e2 · quatre sur case noire f2 · quatre sur case blanche g2 · quatre sur case noire h2 · cinq sur case noire a1 · cinq sur case blanche b1 · cinq sur case noire c1 · cinq sur case blanche d1 · cinq sur case noire e1 · cinq sur case blanche f1 · cinq sur case noire g1 · cinq sur case blanche h1 | cinq sur case blanche a8 · quatre sur case noire b8 · trois sur case blanche c8 · deux sur case noire d8 · deux sur case blanche e8 · deux sur case noire f8 · deux sur case blanche g8 · deux sur case noire h8 · cinq sur case noire a7 · quatre sur case blanche b7 · trois sur case noire c7 · deux sur case blanche d7 · un sur case noire e7 · un sur case blanche f7 · un sur case noire g7 · deux sur case blanche h7 · cinq sur case blanche a6 · quatre sur case noire b6 · trois sur case blanche c6 · deux sur case noire d6 · un sur case blanche e6 · Roi blanc sur case noire f6 · un sur case blanche g6 · deux sur case noire h6 · cinq sur case noire a5 · quatre sur case blanche b5 · trois sur case noire c5 · deux sur case blanche d5 · un sur case noire e5 · un sur case blanche f5 · un sur case noire g5 · deux sur case blanche h5 · cinq sur case blanche a4 · quatre sur case noire b4 · trois sur case blanche c4 · deux sur case noire d4 · deux sur case blanche e4 · deux sur case noire f4 · deux sur case blanche g4 · deux sur case noire h4 · cinq sur case noire a3 · quatre sur case blanche b3 · trois sur case noire c3 · trois sur case blanche d3 · trois sur case noire e3 · trois sur case blanche f3 · trois sur case noire g3 · trois sur case blanche h3 · cinq sur case blanche a2 · quatre sur case noire b2 · quatre sur case blanche c2 · quatre sur case noire d2 · quatre sur case blanche e2 · quatre sur case noire f2 · quatre sur case blanche g2 · quatre sur case noire h2 · cinq sur case noire a1 · cinq sur case blanche b1 · cinq sur case noire c1 · cinq sur case blanche d1 · cinq sur case noire e1 · cinq sur case blanche f1 · cinq sur case noire g1 · cinq sur case blanche h1 | cinq sur case blanche a8 · quatre sur case noire b8 · trois sur case blanche c8 · deux sur case noire d8 · deux sur case blanche e8 · deux sur case noire f8 · deux sur case blanche g8 · deux sur case noire h8 · cinq sur case noire a7 · quatre sur case blanche b7 · trois sur case noire c7 · deux sur case blanche d7 · un sur case noire e7 · un sur case blanche f7 · un sur case noire g7 · deux sur case blanche h7 · cinq sur case blanche a6 · quatre sur case noire b6 · trois sur case blanche c6 · deux sur case noire d6 · un sur case blanche e6 · Roi blanc sur case noire f6 · un sur case blanche g6 · deux sur case noire h6 · cinq sur case noire a5 · quatre sur case blanche b5 · trois sur case noire c5 · deux sur case blanche d5 · un sur case noire e5 · un sur case blanche f5 · un sur case noire g5 · deux sur case blanche h5 · cinq sur case blanche a4 · quatre sur case noire b4 · trois sur case blanche c4 · deux sur case noire d4 · deux sur case blanche e4 · deux sur case noire f4 · deux sur case blanche g4 · deux sur case noire h4 · cinq sur case noire a3 · quatre sur case blanche b3 · trois sur case noire c3 · trois sur case blanche d3 · trois sur case noire e3 · trois sur case blanche f3 · trois sur case noire g3 · trois sur case blanche h3 · cinq sur case blanche a2 · quatre sur case noire b2 · quatre sur case blanche c2 · quatre sur case noire d2 · quatre sur case blanche e2 · quatre sur case noire f2 · quatre sur case blanche g2 · quatre sur case noire h2 · cinq sur case noire a1 · cinq sur case blanche b1 · cinq sur case noire c1 · cinq sur case blanche d1 · cinq sur case noire e1 · cinq sur case blanche f1 · cinq sur case noire g1 · cinq sur case blanche h1 | cinq sur case blanche a8 · quatre sur case noire b8 · trois sur case blanche c8 · deux sur case noire d8 · deux sur case blanche e8 · deux sur case noire f8 · deux sur case blanche g8 · deux sur case noire h8 · cinq sur case noire a7 · quatre sur case blanche b7 · trois sur case noire c7 · deux sur case blanche d7 · un sur case noire e7 · un sur case blanche f7 · un sur case noire g7 · deux sur case blanche h7 · cinq sur case blanche a6 · quatre sur case noire b6 · trois sur case blanche c6 · deux sur case noire d6 · un sur case blanche e6 · Roi blanc sur case noire f6 · un sur case blanche g6 · deux sur case noire h6 · cinq sur case noire a5 · quatre sur case blanche b5 · trois sur case noire c5 · deux sur case blanche d5 · un sur case noire e5 · un sur case blanche f5 · un sur case noire g5 · deux sur case blanche h5 · cinq sur case blanche a4 · quatre sur case noire b4 · trois sur case blanche c4 · deux sur case noire d4 · deux sur case blanche e4 · deux sur case noire f4 · deux sur case blanche g4 · deux sur case noire h4 · cinq sur case noire a3 · quatre sur case blanche b3 · trois sur case noire c3 · trois sur case blanche d3 · trois sur case noire e3 · trois sur case blanche f3 · trois sur case noire g3 · trois sur case blanche h3 · cinq sur case blanche a2 · quatre sur case noire b2 · quatre sur case blanche c2 · quatre sur case noire d2 · quatre sur case blanche e2 · quatre sur case noire f2 · quatre sur case blanche g2 · quatre sur case noire h2 · cinq sur case noire a1 · cinq sur case blanche b1 · cinq sur case noire c1 · cinq sur case blanche d1 · cinq sur case noire e1 · cinq sur case blanche f1 · cinq sur case noire g1 · cinq sur case blanche h1 | cinq sur case blanche a8 · quatre sur case noire b8 · trois sur case blanche c8 · deux sur case noire d8 · deux sur case blanche e8 · deux sur case noire f8 · deux sur case blanche g8 · deux sur case noire h8 · cinq sur case noire a7 · quatre sur case blanche b7 · trois sur case noire c7 · deux sur case blanche d7 · un sur case noire e7 · un sur case blanche f7 · un sur case noire g7 · deux sur case blanche h7 · cinq sur case blanche a6 · quatre sur case noire b6 · trois sur case blanche c6 · deux sur case noire d6 · un sur case blanche e6 · Roi blanc sur case noire f6 · un sur case blanche g6 · deux sur case noire h6 · cinq sur case noire a5 · quatre sur case blanche b5 · trois sur case noire c5 · deux sur case blanche d5 · un sur case noire e5 · un sur case blanche f5 · un sur case noire g5 · deux sur case blanche h5 · cinq sur case blanche a4 · quatre sur case noire b4 · trois sur case blanche c4 · deux sur case noire d4 · deux sur case blanche e4 · deux sur case noire f4 · deux sur case blanche g4 · deux sur case noire h4 · cinq sur case noire a3 · quatre sur case blanche b3 · trois sur case noire c3 · trois sur case blanche d3 · trois sur case noire e3 · trois sur case blanche f3 · trois sur case noire g3 · trois sur case blanche h3 · cinq sur case blanche a2 · quatre sur case noire b2 · quatre sur case blanche c2 · quatre sur case noire d2 · quatre sur case blanche e2 · quatre sur case noire f2 · quatre sur case blanche g2 · quatre sur case noire h2 · cinq sur case noire a1 · cinq sur case blanche b1 · cinq sur case noire c1 · cinq sur case blanche d1 · cinq sur case noire e1 · cinq sur case blanche f1 · cinq sur case noire g1 · cinq sur case blanche h1 | cinq sur case blanche a8 · quatre sur case noire b8 · trois sur case blanche c8 · deux sur case noire d8 · deux sur case blanche e8 · deux sur case noire f8 · deux sur case blanche g8 · deux sur case noire h8 · cinq sur case noire a7 · quatre sur case blanche b7 · trois sur case noire c7 · deux sur case blanche d7 · un sur case noire e7 · un sur case blanche f7 · un sur case noire g7 · deux sur case blanche h7 · cinq sur case blanche a6 · quatre sur case noire b6 · trois sur case blanche c6 · deux sur case noire d6 · un sur case blanche e6 · Roi blanc sur case noire f6 · un sur case blanche g6 · deux sur case noire h6 · cinq sur case noire a5 · quatre sur case blanche b5 · trois sur case noire c5 · deux sur case blanche d5 · un sur case noire e5 · un sur case blanche f5 · un sur case noire g5 · deux sur case blanche h5 · cinq sur case blanche a4 · quatre sur case noire b4 · trois sur case blanche c4 · deux sur case noire d4 · deux sur case blanche e4 · deux sur case noire f4 · deux sur case blanche g4 · deux sur case noire h4 · cinq sur case noire a3 · quatre sur case blanche b3 · trois sur case noire c3 · trois sur case blanche d3 · trois sur case noire e3 · trois sur case blanche f3 · trois sur case noire g3 · trois sur case blanche h3 · cinq sur case blanche a2 · quatre sur case noire b2 · quatre sur case blanche c2 · quatre sur case noire d2 · quatre sur case blanche e2 · quatre sur case noire f2 · quatre sur case blanche g2 · quatre sur case noire h2 · cinq sur case noire a1 · cinq sur case blanche b1 · cinq sur case noire c1 · cinq sur case blanche d1 · cinq sur case noire e1 · cinq sur case blanche f1 · cinq sur case noire g1 · cinq sur case blanche h1 | cinq sur case blanche a8 · quatre sur case noire b8 · trois sur case blanche c8 · deux sur case noire d8 · deux sur case blanche e8 · deux sur case noire f8 · deux sur case blanche g8 · deux sur case noire h8 · cinq sur case noire a7 · quatre sur case blanche b7 · trois sur case noire c7 · deux sur case blanche d7 · un sur case noire e7 · un sur case blanche f7 · un sur case noire g7 · deux sur case blanche h7 · cinq sur case blanche a6 · quatre sur case noire b6 · trois sur case blanche c6 · deux sur case noire d6 · un sur case blanche e6 · Roi blanc sur case noire f6 · un sur case blanche g6 · deux sur case noire h6 · cinq sur case noire a5 · quatre sur case blanche b5 · trois sur case noire c5 · deux sur case blanche d5 · un sur case noire e5 · un sur case blanche f5 · un sur case noire g5 · deux sur case blanche h5 · cinq sur case blanche a4 · quatre sur case noire b4 · trois sur case blanche c4 · deux sur case noire d4 · deux sur case blanche e4 · deux sur case noire f4 · deux sur case blanche g4 · deux sur case noire h4 · cinq sur case noire a3 · quatre sur case blanche b3 · trois sur case noire c3 · trois sur case blanche d3 · trois sur case noire e3 · trois sur case blanche f3 · trois sur case noire g3 · trois sur case blanche h3 · cinq sur case blanche a2 · quatre sur case noire b2 · quatre sur case blanche c2 · quatre sur case noire d2 · quatre sur case blanche e2 · quatre sur case noire f2 · quatre sur case blanche g2 · quatre sur case noire h2 · cinq sur case noire a1 · cinq sur case blanche b1 · cinq sur case noire c1 · cinq sur case blanche d1 · cinq sur case noire e1 · cinq sur case blanche f1 · cinq sur case noire g1 · cinq sur case blanche h1 | cinq sur case blanche a8 · quatre sur case noire b8 · trois sur case blanche c8 · deux sur case noire d8 · deux sur case blanche e8 · deux sur case noire f8 · deux sur case blanche g8 · deux sur case noire h8 · cinq sur case noire a7 · quatre sur case blanche b7 · trois sur case noire c7 · deux sur case blanche d7 · un sur case noire e7 · un sur case blanche f7 · un sur case noire g7 · deux sur case blanche h7 · cinq sur case blanche a6 · quatre sur case noire b6 · trois sur case blanche c6 · deux sur case noire d6 · un sur case blanche e6 · Roi blanc sur case noire f6 · un sur case blanche g6 · deux sur case noire h6 · cinq sur case noire a5 · quatre sur case blanche b5 · trois sur case noire c5 · deux sur case blanche d5 · un sur case noire e5 · un sur case blanche f5 · un sur case noire g5 · deux sur case blanche h5 · cinq sur case blanche a4 · quatre sur case noire b4 · trois sur case blanche c4 · deux sur case noire d4 · deux sur case blanche e4 · deux sur case noire f4 · deux sur case blanche g4 · deux sur case noire h4 · cinq sur case noire a3 · quatre sur case blanche b3 · trois sur case noire c3 · trois sur case blanche d3 · trois sur case noire e3 · trois sur case blanche f3 · trois sur case noire g3 · trois sur case blanche h3 · cinq sur case blanche a2 · quatre sur case noire b2 · quatre sur case blanche c2 · quatre sur case noire d2 · quatre sur case blanche e2 · quatre sur case noire f2 · quatre sur case blanche g2 · quatre sur case noire h2 · cinq sur case noire a1 · cinq sur case blanche b1 · cinq sur case noire c1 · cinq sur case blanche d1 · cinq sur case noire e1 · cinq sur case blanche f1 · cinq sur case noire g1 · cinq sur case blanche h1 | 5 |
| 4 | cinq sur case blanche a8 · quatre sur case noire b8 · trois sur case blanche c8 · deux sur case noire d8 · deux sur case blanche e8 · deux sur case noire f8 · deux sur case blanche g8 · deux sur case noire h8 · cinq sur case noire a7 · quatre sur case blanche b7 · trois sur case noire c7 · deux sur case blanche d7 · un sur case noire e7 · un sur case blanche f7 · un sur case noire g7 · deux sur case blanche h7 · cinq sur case blanche a6 · quatre sur case noire b6 · trois sur case blanche c6 · deux sur case noire d6 · un sur case blanche e6 · Roi blanc sur case noire f6 · un sur case blanche g6 · deux sur case noire h6 · cinq sur case noire a5 · quatre sur case blanche b5 · trois sur case noire c5 · deux sur case blanche d5 · un sur case noire e5 · un sur case blanche f5 · un sur case noire g5 · deux sur case blanche h5 · cinq sur case blanche a4 · quatre sur case noire b4 · trois sur case blanche c4 · deux sur case noire d4 · deux sur case blanche e4 · deux sur case noire f4 · deux sur case blanche g4 · deux sur case noire h4 · cinq sur case noire a3 · quatre sur case blanche b3 · trois sur case noire c3 · trois sur case blanche d3 · trois sur case noire e3 · trois sur case blanche f3 · trois sur case noire g3 · trois sur case blanche h3 · cinq sur case blanche a2 · quatre sur case noire b2 · quatre sur case blanche c2 · quatre sur case noire d2 · quatre sur case blanche e2 · quatre sur case noire f2 · quatre sur case blanche g2 · quatre sur case noire h2 · cinq sur case noire a1 · cinq sur case blanche b1 · cinq sur case noire c1 · cinq sur case blanche d1 · cinq sur case noire e1 · cinq sur case blanche f1 · cinq sur case noire g1 · cinq sur case blanche h1 | cinq sur case blanche a8 · quatre sur case noire b8 · trois sur case blanche c8 · deux sur case noire d8 · deux sur case blanche e8 · deux sur case noire f8 · deux sur case blanche g8 · deux sur case noire h8 · cinq sur case noire a7 · quatre sur case blanche b7 · trois sur case noire c7 · deux sur case blanche d7 · un sur case noire e7 · un sur case blanche f7 · un sur case noire g7 · deux sur case blanche h7 · cinq sur case blanche a6 · quatre sur case noire b6 · trois sur case blanche c6 · deux sur case noire d6 · un sur case blanche e6 · Roi blanc sur case noire f6 · un sur case blanche g6 · deux sur case noire h6 · cinq sur case noire a5 · quatre sur case blanche b5 · trois sur case noire c5 · deux sur case blanche d5 · un sur case noire e5 · un sur case blanche f5 · un sur case noire g5 · deux sur case blanche h5 · cinq sur case blanche a4 · quatre sur case noire b4 · trois sur case blanche c4 · deux sur case noire d4 · deux sur case blanche e4 · deux sur case noire f4 · deux sur case blanche g4 · deux sur case noire h4 · cinq sur case noire a3 · quatre sur case blanche b3 · trois sur case noire c3 · trois sur case blanche d3 · trois sur case noire e3 · trois sur case blanche f3 · trois sur case noire g3 · trois sur case blanche h3 · cinq sur case blanche a2 · quatre sur case noire b2 · quatre sur case blanche c2 · quatre sur case noire d2 · quatre sur case blanche e2 · quatre sur case noire f2 · quatre sur case blanche g2 · quatre sur case noire h2 · cinq sur case noire a1 · cinq sur case blanche b1 · cinq sur case noire c1 · cinq sur case blanche d1 · cinq sur case noire e1 · cinq sur case blanche f1 · cinq sur case noire g1 · cinq sur case blanche h1 | cinq sur case blanche a8 · quatre sur case noire b8 · trois sur case blanche c8 · deux sur case noire d8 · deux sur case blanche e8 · deux sur case noire f8 · deux sur case blanche g8 · deux sur case noire h8 · cinq sur case noire a7 · quatre sur case blanche b7 · trois sur case noire c7 · deux sur case blanche d7 · un sur case noire e7 · un sur case blanche f7 · un sur case noire g7 · deux sur case blanche h7 · cinq sur case blanche a6 · quatre sur case noire b6 · trois sur case blanche c6 · deux sur case noire d6 · un sur case blanche e6 · Roi blanc sur case noire f6 · un sur case blanche g6 · deux sur case noire h6 · cinq sur case noire a5 · quatre sur case blanche b5 · trois sur case noire c5 · deux sur case blanche d5 · un sur case noire e5 · un sur case blanche f5 · un sur case noire g5 · deux sur case blanche h5 · cinq sur case blanche a4 · quatre sur case noire b4 · trois sur case blanche c4 · deux sur case noire d4 · deux sur case blanche e4 · deux sur case noire f4 · deux sur case blanche g4 · deux sur case noire h4 · cinq sur case noire a3 · quatre sur case blanche b3 · trois sur case noire c3 · trois sur case blanche d3 · trois sur case noire e3 · trois sur case blanche f3 · trois sur case noire g3 · trois sur case blanche h3 · cinq sur case blanche a2 · quatre sur case noire b2 · quatre sur case blanche c2 · quatre sur case noire d2 · quatre sur case blanche e2 · quatre sur case noire f2 · quatre sur case blanche g2 · quatre sur case noire h2 · cinq sur case noire a1 · cinq sur case blanche b1 · cinq sur case noire c1 · cinq sur case blanche d1 · cinq sur case noire e1 · cinq sur case blanche f1 · cinq sur case noire g1 · cinq sur case blanche h1 | cinq sur case blanche a8 · quatre sur case noire b8 · trois sur case blanche c8 · deux sur case noire d8 · deux sur case blanche e8 · deux sur case noire f8 · deux sur case blanche g8 · deux sur case noire h8 · cinq sur case noire a7 · quatre sur case blanche b7 · trois sur case noire c7 · deux sur case blanche d7 · un sur case noire e7 · un sur case blanche f7 · un sur case noire g7 · deux sur case blanche h7 · cinq sur case blanche a6 · quatre sur case noire b6 · trois sur case blanche c6 · deux sur case noire d6 · un sur case blanche e6 · Roi blanc sur case noire f6 · un sur case blanche g6 · deux sur case noire h6 · cinq sur case noire a5 · quatre sur case blanche b5 · trois sur case noire c5 · deux sur case blanche d5 · un sur case noire e5 · un sur case blanche f5 · un sur case noire g5 · deux sur case blanche h5 · cinq sur case blanche a4 · quatre sur case noire b4 · trois sur case blanche c4 · deux sur case noire d4 · deux sur case blanche e4 · deux sur case noire f4 · deux sur case blanche g4 · deux sur case noire h4 · cinq sur case noire a3 · quatre sur case blanche b3 · trois sur case noire c3 · trois sur case blanche d3 · trois sur case noire e3 · trois sur case blanche f3 · trois sur case noire g3 · trois sur case blanche h3 · cinq sur case blanche a2 · quatre sur case noire b2 · quatre sur case blanche c2 · quatre sur case noire d2 · quatre sur case blanche e2 · quatre sur case noire f2 · quatre sur case blanche g2 · quatre sur case noire h2 · cinq sur case noire a1 · cinq sur case blanche b1 · cinq sur case noire c1 · cinq sur case blanche d1 · cinq sur case noire e1 · cinq sur case blanche f1 · cinq sur case noire g1 · cinq sur case blanche h1 | cinq sur case blanche a8 · quatre sur case noire b8 · trois sur case blanche c8 · deux sur case noire d8 · deux sur case blanche e8 · deux sur case noire f8 · deux sur case blanche g8 · deux sur case noire h8 · cinq sur case noire a7 · quatre sur case blanche b7 · trois sur case noire c7 · deux sur case blanche d7 · un sur case noire e7 · un sur case blanche f7 · un sur case noire g7 · deux sur case blanche h7 · cinq sur case blanche a6 · quatre sur case noire b6 · trois sur case blanche c6 · deux sur case noire d6 · un sur case blanche e6 · Roi blanc sur case noire f6 · un sur case blanche g6 · deux sur case noire h6 · cinq sur case noire a5 · quatre sur case blanche b5 · trois sur case noire c5 · deux sur case blanche d5 · un sur case noire e5 · un sur case blanche f5 · un sur case noire g5 · deux sur case blanche h5 · cinq sur case blanche a4 · quatre sur case noire b4 · trois sur case blanche c4 · deux sur case noire d4 · deux sur case blanche e4 · deux sur case noire f4 · deux sur case blanche g4 · deux sur case noire h4 · cinq sur case noire a3 · quatre sur case blanche b3 · trois sur case noire c3 · trois sur case blanche d3 · trois sur case noire e3 · trois sur case blanche f3 · trois sur case noire g3 · trois sur case blanche h3 · cinq sur case blanche a2 · quatre sur case noire b2 · quatre sur case blanche c2 · quatre sur case noire d2 · quatre sur case blanche e2 · quatre sur case noire f2 · quatre sur case blanche g2 · quatre sur case noire h2 · cinq sur case noire a1 · cinq sur case blanche b1 · cinq sur case noire c1 · cinq sur case blanche d1 · cinq sur case noire e1 · cinq sur case blanche f1 · cinq sur case noire g1 · cinq sur case blanche h1 | cinq sur case blanche a8 · quatre sur case noire b8 · trois sur case blanche c8 · deux sur case noire d8 · deux sur case blanche e8 · deux sur case noire f8 · deux sur case blanche g8 · deux sur case noire h8 · cinq sur case noire a7 · quatre sur case blanche b7 · trois sur case noire c7 · deux sur case blanche d7 · un sur case noire e7 · un sur case blanche f7 · un sur case noire g7 · deux sur case blanche h7 · cinq sur case blanche a6 · quatre sur case noire b6 · trois sur case blanche c6 · deux sur case noire d6 · un sur case blanche e6 · Roi blanc sur case noire f6 · un sur case blanche g6 · deux sur case noire h6 · cinq sur case noire a5 · quatre sur case blanche b5 · trois sur case noire c5 · deux sur case blanche d5 · un sur case noire e5 · un sur case blanche f5 · un sur case noire g5 · deux sur case blanche h5 · cinq sur case blanche a4 · quatre sur case noire b4 · trois sur case blanche c4 · deux sur case noire d4 · deux sur case blanche e4 · deux sur case noire f4 · deux sur case blanche g4 · deux sur case noire h4 · cinq sur case noire a3 · quatre sur case blanche b3 · trois sur case noire c3 · trois sur case blanche d3 · trois sur case noire e3 · trois sur case blanche f3 · trois sur case noire g3 · trois sur case blanche h3 · cinq sur case blanche a2 · quatre sur case noire b2 · quatre sur case blanche c2 · quatre sur case noire d2 · quatre sur case blanche e2 · quatre sur case noire f2 · quatre sur case blanche g2 · quatre sur case noire h2 · cinq sur case noire a1 · cinq sur case blanche b1 · cinq sur case noire c1 · cinq sur case blanche d1 · cinq sur case noire e1 · cinq sur case blanche f1 · cinq sur case noire g1 · cinq sur case blanche h1 | cinq sur case blanche a8 · quatre sur case noire b8 · trois sur case blanche c8 · deux sur case noire d8 · deux sur case blanche e8 · deux sur case noire f8 · deux sur case blanche g8 · deux sur case noire h8 · cinq sur case noire a7 · quatre sur case blanche b7 · trois sur case noire c7 · deux sur case blanche d7 · un sur case noire e7 · un sur case blanche f7 · un sur case noire g7 · deux sur case blanche h7 · cinq sur case blanche a6 · quatre sur case noire b6 · trois sur case blanche c6 · deux sur case noire d6 · un sur case blanche e6 · Roi blanc sur case noire f6 · un sur case blanche g6 · deux sur case noire h6 · cinq sur case noire a5 · quatre sur case blanche b5 · trois sur case noire c5 · deux sur case blanche d5 · un sur case noire e5 · un sur case blanche f5 · un sur case noire g5 · deux sur case blanche h5 · cinq sur case blanche a4 · quatre sur case noire b4 · trois sur case blanche c4 · deux sur case noire d4 · deux sur case blanche e4 · deux sur case noire f4 · deux sur case blanche g4 · deux sur case noire h4 · cinq sur case noire a3 · quatre sur case blanche b3 · trois sur case noire c3 · trois sur case blanche d3 · trois sur case noire e3 · trois sur case blanche f3 · trois sur case noire g3 · trois sur case blanche h3 · cinq sur case blanche a2 · quatre sur case noire b2 · quatre sur case blanche c2 · quatre sur case noire d2 · quatre sur case blanche e2 · quatre sur case noire f2 · quatre sur case blanche g2 · quatre sur case noire h2 · cinq sur case noire a1 · cinq sur case blanche b1 · cinq sur case noire c1 · cinq sur case blanche d1 · cinq sur case noire e1 · cinq sur case blanche f1 · cinq sur case noire g1 · cinq sur case blanche h1 | cinq sur case blanche a8 · quatre sur case noire b8 · trois sur case blanche c8 · deux sur case noire d8 · deux sur case blanche e8 · deux sur case noire f8 · deux sur case blanche g8 · deux sur case noire h8 · cinq sur case noire a7 · quatre sur case blanche b7 · trois sur case noire c7 · deux sur case blanche d7 · un sur case noire e7 · un sur case blanche f7 · un sur case noire g7 · deux sur case blanche h7 · cinq sur case blanche a6 · quatre sur case noire b6 · trois sur case blanche c6 · deux sur case noire d6 · un sur case blanche e6 · Roi blanc sur case noire f6 · un sur case blanche g6 · deux sur case noire h6 · cinq sur case noire a5 · quatre sur case blanche b5 · trois sur case noire c5 · deux sur case blanche d5 · un sur case noire e5 · un sur case blanche f5 · un sur case noire g5 · deux sur case blanche h5 · cinq sur case blanche a4 · quatre sur case noire b4 · trois sur case blanche c4 · deux sur case noire d4 · deux sur case blanche e4 · deux sur case noire f4 · deux sur case blanche g4 · deux sur case noire h4 · cinq sur case noire a3 · quatre sur case blanche b3 · trois sur case noire c3 · trois sur case blanche d3 · trois sur case noire e3 · trois sur case blanche f3 · trois sur case noire g3 · trois sur case blanche h3 · cinq sur case blanche a2 · quatre sur case noire b2 · quatre sur case blanche c2 · quatre sur case noire d2 · quatre sur case blanche e2 · quatre sur case noire f2 · quatre sur case blanche g2 · quatre sur case noire h2 · cinq sur case noire a1 · cinq sur case blanche b1 · cinq sur case noire c1 · cinq sur case blanche d1 · cinq sur case noire e1 · cinq sur case blanche f1 · cinq sur case noire g1 · cinq sur case blanche h1 | 4 |
| 3 | cinq sur case blanche a8 · quatre sur case noire b8 · trois sur case blanche c8 · deux sur case noire d8 · deux sur case blanche e8 · deux sur case noire f8 · deux sur case blanche g8 · deux sur case noire h8 · cinq sur case noire a7 · quatre sur case blanche b7 · trois sur case noire c7 · deux sur case blanche d7 · un sur case noire e7 · un sur case blanche f7 · un sur case noire g7 · deux sur case blanche h7 · cinq sur case blanche a6 · quatre sur case noire b6 · trois sur case blanche c6 · deux sur case noire d6 · un sur case blanche e6 · Roi blanc sur case noire f6 · un sur case blanche g6 · deux sur case noire h6 · cinq sur case noire a5 · quatre sur case blanche b5 · trois sur case noire c5 · deux sur case blanche d5 · un sur case noire e5 · un sur case blanche f5 · un sur case noire g5 · deux sur case blanche h5 · cinq sur case blanche a4 · quatre sur case noire b4 · trois sur case blanche c4 · deux sur case noire d4 · deux sur case blanche e4 · deux sur case noire f4 · deux sur case blanche g4 · deux sur case noire h4 · cinq sur case noire a3 · quatre sur case blanche b3 · trois sur case noire c3 · trois sur case blanche d3 · trois sur case noire e3 · trois sur case blanche f3 · trois sur case noire g3 · trois sur case blanche h3 · cinq sur case blanche a2 · quatre sur case noire b2 · quatre sur case blanche c2 · quatre sur case noire d2 · quatre sur case blanche e2 · quatre sur case noire f2 · quatre sur case blanche g2 · quatre sur case noire h2 · cinq sur case noire a1 · cinq sur case blanche b1 · cinq sur case noire c1 · cinq sur case blanche d1 · cinq sur case noire e1 · cinq sur case blanche f1 · cinq sur case noire g1 · cinq sur case blanche h1 | cinq sur case blanche a8 · quatre sur case noire b8 · trois sur case blanche c8 · deux sur case noire d8 · deux sur case blanche e8 · deux sur case noire f8 · deux sur case blanche g8 · deux sur case noire h8 · cinq sur case noire a7 · quatre sur case blanche b7 · trois sur case noire c7 · deux sur case blanche d7 · un sur case noire e7 · un sur case blanche f7 · un sur case noire g7 · deux sur case blanche h7 · cinq sur case blanche a6 · quatre sur case noire b6 · trois sur case blanche c6 · deux sur case noire d6 · un sur case blanche e6 · Roi blanc sur case noire f6 · un sur case blanche g6 · deux sur case noire h6 · cinq sur case noire a5 · quatre sur case blanche b5 · trois sur case noire c5 · deux sur case blanche d5 · un sur case noire e5 · un sur case blanche f5 · un sur case noire g5 · deux sur case blanche h5 · cinq sur case blanche a4 · quatre sur case noire b4 · trois sur case blanche c4 · deux sur case noire d4 · deux sur case blanche e4 · deux sur case noire f4 · deux sur case blanche g4 · deux sur case noire h4 · cinq sur case noire a3 · quatre sur case blanche b3 · trois sur case noire c3 · trois sur case blanche d3 · trois sur case noire e3 · trois sur case blanche f3 · trois sur case noire g3 · trois sur case blanche h3 · cinq sur case blanche a2 · quatre sur case noire b2 · quatre sur case blanche c2 · quatre sur case noire d2 · quatre sur case blanche e2 · quatre sur case noire f2 · quatre sur case blanche g2 · quatre sur case noire h2 · cinq sur case noire a1 · cinq sur case blanche b1 · cinq sur case noire c1 · cinq sur case blanche d1 · cinq sur case noire e1 · cinq sur case blanche f1 · cinq sur case noire g1 · cinq sur case blanche h1 | cinq sur case blanche a8 · quatre sur case noire b8 · trois sur case blanche c8 · deux sur case noire d8 · deux sur case blanche e8 · deux sur case noire f8 · deux sur case blanche g8 · deux sur case noire h8 · cinq sur case noire a7 · quatre sur case blanche b7 · trois sur case noire c7 · deux sur case blanche d7 · un sur case noire e7 · un sur case blanche f7 · un sur case noire g7 · deux sur case blanche h7 · cinq sur case blanche a6 · quatre sur case noire b6 · trois sur case blanche c6 · deux sur case noire d6 · un sur case blanche e6 · Roi blanc sur case noire f6 · un sur case blanche g6 · deux sur case noire h6 · cinq sur case noire a5 · quatre sur case blanche b5 · trois sur case noire c5 · deux sur case blanche d5 · un sur case noire e5 · un sur case blanche f5 · un sur case noire g5 · deux sur case blanche h5 · cinq sur case blanche a4 · quatre sur case noire b4 · trois sur case blanche c4 · deux sur case noire d4 · deux sur case blanche e4 · deux sur case noire f4 · deux sur case blanche g4 · deux sur case noire h4 · cinq sur case noire a3 · quatre sur case blanche b3 · trois sur case noire c3 · trois sur case blanche d3 · trois sur case noire e3 · trois sur case blanche f3 · trois sur case noire g3 · trois sur case blanche h3 · cinq sur case blanche a2 · quatre sur case noire b2 · quatre sur case blanche c2 · quatre sur case noire d2 · quatre sur case blanche e2 · quatre sur case noire f2 · quatre sur case blanche g2 · quatre sur case noire h2 · cinq sur case noire a1 · cinq sur case blanche b1 · cinq sur case noire c1 · cinq sur case blanche d1 · cinq sur case noire e1 · cinq sur case blanche f1 · cinq sur case noire g1 · cinq sur case blanche h1 | cinq sur case blanche a8 · quatre sur case noire b8 · trois sur case blanche c8 · deux sur case noire d8 · deux sur case blanche e8 · deux sur case noire f8 · deux sur case blanche g8 · deux sur case noire h8 · cinq sur case noire a7 · quatre sur case blanche b7 · trois sur case noire c7 · deux sur case blanche d7 · un sur case noire e7 · un sur case blanche f7 · un sur case noire g7 · deux sur case blanche h7 · cinq sur case blanche a6 · quatre sur case noire b6 · trois sur case blanche c6 · deux sur case noire d6 · un sur case blanche e6 · Roi blanc sur case noire f6 · un sur case blanche g6 · deux sur case noire h6 · cinq sur case noire a5 · quatre sur case blanche b5 · trois sur case noire c5 · deux sur case blanche d5 · un sur case noire e5 · un sur case blanche f5 · un sur case noire g5 · deux sur case blanche h5 · cinq sur case blanche a4 · quatre sur case noire b4 · trois sur case blanche c4 · deux sur case noire d4 · deux sur case blanche e4 · deux sur case noire f4 · deux sur case blanche g4 · deux sur case noire h4 · cinq sur case noire a3 · quatre sur case blanche b3 · trois sur case noire c3 · trois sur case blanche d3 · trois sur case noire e3 · trois sur case blanche f3 · trois sur case noire g3 · trois sur case blanche h3 · cinq sur case blanche a2 · quatre sur case noire b2 · quatre sur case blanche c2 · quatre sur case noire d2 · quatre sur case blanche e2 · quatre sur case noire f2 · quatre sur case blanche g2 · quatre sur case noire h2 · cinq sur case noire a1 · cinq sur case blanche b1 · cinq sur case noire c1 · cinq sur case blanche d1 · cinq sur case noire e1 · cinq sur case blanche f1 · cinq sur case noire g1 · cinq sur case blanche h1 | cinq sur case blanche a8 · quatre sur case noire b8 · trois sur case blanche c8 · deux sur case noire d8 · deux sur case blanche e8 · deux sur case noire f8 · deux sur case blanche g8 · deux sur case noire h8 · cinq sur case noire a7 · quatre sur case blanche b7 · trois sur case noire c7 · deux sur case blanche d7 · un sur case noire e7 · un sur case blanche f7 · un sur case noire g7 · deux sur case blanche h7 · cinq sur case blanche a6 · quatre sur case noire b6 · trois sur case blanche c6 · deux sur case noire d6 · un sur case blanche e6 · Roi blanc sur case noire f6 · un sur case blanche g6 · deux sur case noire h6 · cinq sur case noire a5 · quatre sur case blanche b5 · trois sur case noire c5 · deux sur case blanche d5 · un sur case noire e5 · un sur case blanche f5 · un sur case noire g5 · deux sur case blanche h5 · cinq sur case blanche a4 · quatre sur case noire b4 · trois sur case blanche c4 · deux sur case noire d4 · deux sur case blanche e4 · deux sur case noire f4 · deux sur case blanche g4 · deux sur case noire h4 · cinq sur case noire a3 · quatre sur case blanche b3 · trois sur case noire c3 · trois sur case blanche d3 · trois sur case noire e3 · trois sur case blanche f3 · trois sur case noire g3 · trois sur case blanche h3 · cinq sur case blanche a2 · quatre sur case noire b2 · quatre sur case blanche c2 · quatre sur case noire d2 · quatre sur case blanche e2 · quatre sur case noire f2 · quatre sur case blanche g2 · quatre sur case noire h2 · cinq sur case noire a1 · cinq sur case blanche b1 · cinq sur case noire c1 · cinq sur case blanche d1 · cinq sur case noire e1 · cinq sur case blanche f1 · cinq sur case noire g1 · cinq sur case blanche h1 | cinq sur case blanche a8 · quatre sur case noire b8 · trois sur case blanche c8 · deux sur case noire d8 · deux sur case blanche e8 · deux sur case noire f8 · deux sur case blanche g8 · deux sur case noire h8 · cinq sur case noire a7 · quatre sur case blanche b7 · trois sur case noire c7 · deux sur case blanche d7 · un sur case noire e7 · un sur case blanche f7 · un sur case noire g7 · deux sur case blanche h7 · cinq sur case blanche a6 · quatre sur case noire b6 · trois sur case blanche c6 · deux sur case noire d6 · un sur case blanche e6 · Roi blanc sur case noire f6 · un sur case blanche g6 · deux sur case noire h6 · cinq sur case noire a5 · quatre sur case blanche b5 · trois sur case noire c5 · deux sur case blanche d5 · un sur case noire e5 · un sur case blanche f5 · un sur case noire g5 · deux sur case blanche h5 · cinq sur case blanche a4 · quatre sur case noire b4 · trois sur case blanche c4 · deux sur case noire d4 · deux sur case blanche e4 · deux sur case noire f4 · deux sur case blanche g4 · deux sur case noire h4 · cinq sur case noire a3 · quatre sur case blanche b3 · trois sur case noire c3 · trois sur case blanche d3 · trois sur case noire e3 · trois sur case blanche f3 · trois sur case noire g3 · trois sur case blanche h3 · cinq sur case blanche a2 · quatre sur case noire b2 · quatre sur case blanche c2 · quatre sur case noire d2 · quatre sur case blanche e2 · quatre sur case noire f2 · quatre sur case blanche g2 · quatre sur case noire h2 · cinq sur case noire a1 · cinq sur case blanche b1 · cinq sur case noire c1 · cinq sur case blanche d1 · cinq sur case noire e1 · cinq sur case blanche f1 · cinq sur case noire g1 · cinq sur case blanche h1 | cinq sur case blanche a8 · quatre sur case noire b8 · trois sur case blanche c8 · deux sur case noire d8 · deux sur case blanche e8 · deux sur case noire f8 · deux sur case blanche g8 · deux sur case noire h8 · cinq sur case noire a7 · quatre sur case blanche b7 · trois sur case noire c7 · deux sur case blanche d7 · un sur case noire e7 · un sur case blanche f7 · un sur case noire g7 · deux sur case blanche h7 · cinq sur case blanche a6 · quatre sur case noire b6 · trois sur case blanche c6 · deux sur case noire d6 · un sur case blanche e6 · Roi blanc sur case noire f6 · un sur case blanche g6 · deux sur case noire h6 · cinq sur case noire a5 · quatre sur case blanche b5 · trois sur case noire c5 · deux sur case blanche d5 · un sur case noire e5 · un sur case blanche f5 · un sur case noire g5 · deux sur case blanche h5 · cinq sur case blanche a4 · quatre sur case noire b4 · trois sur case blanche c4 · deux sur case noire d4 · deux sur case blanche e4 · deux sur case noire f4 · deux sur case blanche g4 · deux sur case noire h4 · cinq sur case noire a3 · quatre sur case blanche b3 · trois sur case noire c3 · trois sur case blanche d3 · trois sur case noire e3 · trois sur case blanche f3 · trois sur case noire g3 · trois sur case blanche h3 · cinq sur case blanche a2 · quatre sur case noire b2 · quatre sur case blanche c2 · quatre sur case noire d2 · quatre sur case blanche e2 · quatre sur case noire f2 · quatre sur case blanche g2 · quatre sur case noire h2 · cinq sur case noire a1 · cinq sur case blanche b1 · cinq sur case noire c1 · cinq sur case blanche d1 · cinq sur case noire e1 · cinq sur case blanche f1 · cinq sur case noire g1 · cinq sur case blanche h1 | cinq sur case blanche a8 · quatre sur case noire b8 · trois sur case blanche c8 · deux sur case noire d8 · deux sur case blanche e8 · deux sur case noire f8 · deux sur case blanche g8 · deux sur case noire h8 · cinq sur case noire a7 · quatre sur case blanche b7 · trois sur case noire c7 · deux sur case blanche d7 · un sur case noire e7 · un sur case blanche f7 · un sur case noire g7 · deux sur case blanche h7 · cinq sur case blanche a6 · quatre sur case noire b6 · trois sur case blanche c6 · deux sur case noire d6 · un sur case blanche e6 · Roi blanc sur case noire f6 · un sur case blanche g6 · deux sur case noire h6 · cinq sur case noire a5 · quatre sur case blanche b5 · trois sur case noire c5 · deux sur case blanche d5 · un sur case noire e5 · un sur case blanche f5 · un sur case noire g5 · deux sur case blanche h5 · cinq sur case blanche a4 · quatre sur case noire b4 · trois sur case blanche c4 · deux sur case noire d4 · deux sur case blanche e4 · deux sur case noire f4 · deux sur case blanche g4 · deux sur case noire h4 · cinq sur case noire a3 · quatre sur case blanche b3 · trois sur case noire c3 · trois sur case blanche d3 · trois sur case noire e3 · trois sur case blanche f3 · trois sur case noire g3 · trois sur case blanche h3 · cinq sur case blanche a2 · quatre sur case noire b2 · quatre sur case blanche c2 · quatre sur case noire d2 · quatre sur case blanche e2 · quatre sur case noire f2 · quatre sur case blanche g2 · quatre sur case noire h2 · cinq sur case noire a1 · cinq sur case blanche b1 · cinq sur case noire c1 · cinq sur case blanche d1 · cinq sur case noire e1 · cinq sur case blanche f1 · cinq sur case noire g1 · cinq sur case blanche h1 | 3 |
| 2 | cinq sur case blanche a8 · quatre sur case noire b8 · trois sur case blanche c8 · deux sur case noire d8 · deux sur case blanche e8 · deux sur case noire f8 · deux sur case blanche g8 · deux sur case noire h8 · cinq sur case noire a7 · quatre sur case blanche b7 · trois sur case noire c7 · deux sur case blanche d7 · un sur case noire e7 · un sur case blanche f7 · un sur case noire g7 · deux sur case blanche h7 · cinq sur case blanche a6 · quatre sur case noire b6 · trois sur case blanche c6 · deux sur case noire d6 · un sur case blanche e6 · Roi blanc sur case noire f6 · un sur case blanche g6 · deux sur case noire h6 · cinq sur case noire a5 · quatre sur case blanche b5 · trois sur case noire c5 · deux sur case blanche d5 · un sur case noire e5 · un sur case blanche f5 · un sur case noire g5 · deux sur case blanche h5 · cinq sur case blanche a4 · quatre sur case noire b4 · trois sur case blanche c4 · deux sur case noire d4 · deux sur case blanche e4 · deux sur case noire f4 · deux sur case blanche g4 · deux sur case noire h4 · cinq sur case noire a3 · quatre sur case blanche b3 · trois sur case noire c3 · trois sur case blanche d3 · trois sur case noire e3 · trois sur case blanche f3 · trois sur case noire g3 · trois sur case blanche h3 · cinq sur case blanche a2 · quatre sur case noire b2 · quatre sur case blanche c2 · quatre sur case noire d2 · quatre sur case blanche e2 · quatre sur case noire f2 · quatre sur case blanche g2 · quatre sur case noire h2 · cinq sur case noire a1 · cinq sur case blanche b1 · cinq sur case noire c1 · cinq sur case blanche d1 · cinq sur case noire e1 · cinq sur case blanche f1 · cinq sur case noire g1 · cinq sur case blanche h1 | cinq sur case blanche a8 · quatre sur case noire b8 · trois sur case blanche c8 · deux sur case noire d8 · deux sur case blanche e8 · deux sur case noire f8 · deux sur case blanche g8 · deux sur case noire h8 · cinq sur case noire a7 · quatre sur case blanche b7 · trois sur case noire c7 · deux sur case blanche d7 · un sur case noire e7 · un sur case blanche f7 · un sur case noire g7 · deux sur case blanche h7 · cinq sur case blanche a6 · quatre sur case noire b6 · trois sur case blanche c6 · deux sur case noire d6 · un sur case blanche e6 · Roi blanc sur case noire f6 · un sur case blanche g6 · deux sur case noire h6 · cinq sur case noire a5 · quatre sur case blanche b5 · trois sur case noire c5 · deux sur case blanche d5 · un sur case noire e5 · un sur case blanche f5 · un sur case noire g5 · deux sur case blanche h5 · cinq sur case blanche a4 · quatre sur case noire b4 · trois sur case blanche c4 · deux sur case noire d4 · deux sur case blanche e4 · deux sur case noire f4 · deux sur case blanche g4 · deux sur case noire h4 · cinq sur case noire a3 · quatre sur case blanche b3 · trois sur case noire c3 · trois sur case blanche d3 · trois sur case noire e3 · trois sur case blanche f3 · trois sur case noire g3 · trois sur case blanche h3 · cinq sur case blanche a2 · quatre sur case noire b2 · quatre sur case blanche c2 · quatre sur case noire d2 · quatre sur case blanche e2 · quatre sur case noire f2 · quatre sur case blanche g2 · quatre sur case noire h2 · cinq sur case noire a1 · cinq sur case blanche b1 · cinq sur case noire c1 · cinq sur case blanche d1 · cinq sur case noire e1 · cinq sur case blanche f1 · cinq sur case noire g1 · cinq sur case blanche h1 | cinq sur case blanche a8 · quatre sur case noire b8 · trois sur case blanche c8 · deux sur case noire d8 · deux sur case blanche e8 · deux sur case noire f8 · deux sur case blanche g8 · deux sur case noire h8 · cinq sur case noire a7 · quatre sur case blanche b7 · trois sur case noire c7 · deux sur case blanche d7 · un sur case noire e7 · un sur case blanche f7 · un sur case noire g7 · deux sur case blanche h7 · cinq sur case blanche a6 · quatre sur case noire b6 · trois sur case blanche c6 · deux sur case noire d6 · un sur case blanche e6 · Roi blanc sur case noire f6 · un sur case blanche g6 · deux sur case noire h6 · cinq sur case noire a5 · quatre sur case blanche b5 · trois sur case noire c5 · deux sur case blanche d5 · un sur case noire e5 · un sur case blanche f5 · un sur case noire g5 · deux sur case blanche h5 · cinq sur case blanche a4 · quatre sur case noire b4 · trois sur case blanche c4 · deux sur case noire d4 · deux sur case blanche e4 · deux sur case noire f4 · deux sur case blanche g4 · deux sur case noire h4 · cinq sur case noire a3 · quatre sur case blanche b3 · trois sur case noire c3 · trois sur case blanche d3 · trois sur case noire e3 · trois sur case blanche f3 · trois sur case noire g3 · trois sur case blanche h3 · cinq sur case blanche a2 · quatre sur case noire b2 · quatre sur case blanche c2 · quatre sur case noire d2 · quatre sur case blanche e2 · quatre sur case noire f2 · quatre sur case blanche g2 · quatre sur case noire h2 · cinq sur case noire a1 · cinq sur case blanche b1 · cinq sur case noire c1 · cinq sur case blanche d1 · cinq sur case noire e1 · cinq sur case blanche f1 · cinq sur case noire g1 · cinq sur case blanche h1 | cinq sur case blanche a8 · quatre sur case noire b8 · trois sur case blanche c8 · deux sur case noire d8 · deux sur case blanche e8 · deux sur case noire f8 · deux sur case blanche g8 · deux sur case noire h8 · cinq sur case noire a7 · quatre sur case blanche b7 · trois sur case noire c7 · deux sur case blanche d7 · un sur case noire e7 · un sur case blanche f7 · un sur case noire g7 · deux sur case blanche h7 · cinq sur case blanche a6 · quatre sur case noire b6 · trois sur case blanche c6 · deux sur case noire d6 · un sur case blanche e6 · Roi blanc sur case noire f6 · un sur case blanche g6 · deux sur case noire h6 · cinq sur case noire a5 · quatre sur case blanche b5 · trois sur case noire c5 · deux sur case blanche d5 · un sur case noire e5 · un sur case blanche f5 · un sur case noire g5 · deux sur case blanche h5 · cinq sur case blanche a4 · quatre sur case noire b4 · trois sur case blanche c4 · deux sur case noire d4 · deux sur case blanche e4 · deux sur case noire f4 · deux sur case blanche g4 · deux sur case noire h4 · cinq sur case noire a3 · quatre sur case blanche b3 · trois sur case noire c3 · trois sur case blanche d3 · trois sur case noire e3 · trois sur case blanche f3 · trois sur case noire g3 · trois sur case blanche h3 · cinq sur case blanche a2 · quatre sur case noire b2 · quatre sur case blanche c2 · quatre sur case noire d2 · quatre sur case blanche e2 · quatre sur case noire f2 · quatre sur case blanche g2 · quatre sur case noire h2 · cinq sur case noire a1 · cinq sur case blanche b1 · cinq sur case noire c1 · cinq sur case blanche d1 · cinq sur case noire e1 · cinq sur case blanche f1 · cinq sur case noire g1 · cinq sur case blanche h1 | cinq sur case blanche a8 · quatre sur case noire b8 · trois sur case blanche c8 · deux sur case noire d8 · deux sur case blanche e8 · deux sur case noire f8 · deux sur case blanche g8 · deux sur case noire h8 · cinq sur case noire a7 · quatre sur case blanche b7 · trois sur case noire c7 · deux sur case blanche d7 · un sur case noire e7 · un sur case blanche f7 · un sur case noire g7 · deux sur case blanche h7 · cinq sur case blanche a6 · quatre sur case noire b6 · trois sur case blanche c6 · deux sur case noire d6 · un sur case blanche e6 · Roi blanc sur case noire f6 · un sur case blanche g6 · deux sur case noire h6 · cinq sur case noire a5 · quatre sur case blanche b5 · trois sur case noire c5 · deux sur case blanche d5 · un sur case noire e5 · un sur case blanche f5 · un sur case noire g5 · deux sur case blanche h5 · cinq sur case blanche a4 · quatre sur case noire b4 · trois sur case blanche c4 · deux sur case noire d4 · deux sur case blanche e4 · deux sur case noire f4 · deux sur case blanche g4 · deux sur case noire h4 · cinq sur case noire a3 · quatre sur case blanche b3 · trois sur case noire c3 · trois sur case blanche d3 · trois sur case noire e3 · trois sur case blanche f3 · trois sur case noire g3 · trois sur case blanche h3 · cinq sur case blanche a2 · quatre sur case noire b2 · quatre sur case blanche c2 · quatre sur case noire d2 · quatre sur case blanche e2 · quatre sur case noire f2 · quatre sur case blanche g2 · quatre sur case noire h2 · cinq sur case noire a1 · cinq sur case blanche b1 · cinq sur case noire c1 · cinq sur case blanche d1 · cinq sur case noire e1 · cinq sur case blanche f1 · cinq sur case noire g1 · cinq sur case blanche h1 | cinq sur case blanche a8 · quatre sur case noire b8 · trois sur case blanche c8 · deux sur case noire d8 · deux sur case blanche e8 · deux sur case noire f8 · deux sur case blanche g8 · deux sur case noire h8 · cinq sur case noire a7 · quatre sur case blanche b7 · trois sur case noire c7 · deux sur case blanche d7 · un sur case noire e7 · un sur case blanche f7 · un sur case noire g7 · deux sur case blanche h7 · cinq sur case blanche a6 · quatre sur case noire b6 · trois sur case blanche c6 · deux sur case noire d6 · un sur case blanche e6 · Roi blanc sur case noire f6 · un sur case blanche g6 · deux sur case noire h6 · cinq sur case noire a5 · quatre sur case blanche b5 · trois sur case noire c5 · deux sur case blanche d5 · un sur case noire e5 · un sur case blanche f5 · un sur case noire g5 · deux sur case blanche h5 · cinq sur case blanche a4 · quatre sur case noire b4 · trois sur case blanche c4 · deux sur case noire d4 · deux sur case blanche e4 · deux sur case noire f4 · deux sur case blanche g4 · deux sur case noire h4 · cinq sur case noire a3 · quatre sur case blanche b3 · trois sur case noire c3 · trois sur case blanche d3 · trois sur case noire e3 · trois sur case blanche f3 · trois sur case noire g3 · trois sur case blanche h3 · cinq sur case blanche a2 · quatre sur case noire b2 · quatre sur case blanche c2 · quatre sur case noire d2 · quatre sur case blanche e2 · quatre sur case noire f2 · quatre sur case blanche g2 · quatre sur case noire h2 · cinq sur case noire a1 · cinq sur case blanche b1 · cinq sur case noire c1 · cinq sur case blanche d1 · cinq sur case noire e1 · cinq sur case blanche f1 · cinq sur case noire g1 · cinq sur case blanche h1 | cinq sur case blanche a8 · quatre sur case noire b8 · trois sur case blanche c8 · deux sur case noire d8 · deux sur case blanche e8 · deux sur case noire f8 · deux sur case blanche g8 · deux sur case noire h8 · cinq sur case noire a7 · quatre sur case blanche b7 · trois sur case noire c7 · deux sur case blanche d7 · un sur case noire e7 · un sur case blanche f7 · un sur case noire g7 · deux sur case blanche h7 · cinq sur case blanche a6 · quatre sur case noire b6 · trois sur case blanche c6 · deux sur case noire d6 · un sur case blanche e6 · Roi blanc sur case noire f6 · un sur case blanche g6 · deux sur case noire h6 · cinq sur case noire a5 · quatre sur case blanche b5 · trois sur case noire c5 · deux sur case blanche d5 · un sur case noire e5 · un sur case blanche f5 · un sur case noire g5 · deux sur case blanche h5 · cinq sur case blanche a4 · quatre sur case noire b4 · trois sur case blanche c4 · deux sur case noire d4 · deux sur case blanche e4 · deux sur case noire f4 · deux sur case blanche g4 · deux sur case noire h4 · cinq sur case noire a3 · quatre sur case blanche b3 · trois sur case noire c3 · trois sur case blanche d3 · trois sur case noire e3 · trois sur case blanche f3 · trois sur case noire g3 · trois sur case blanche h3 · cinq sur case blanche a2 · quatre sur case noire b2 · quatre sur case blanche c2 · quatre sur case noire d2 · quatre sur case blanche e2 · quatre sur case noire f2 · quatre sur case blanche g2 · quatre sur case noire h2 · cinq sur case noire a1 · cinq sur case blanche b1 · cinq sur case noire c1 · cinq sur case blanche d1 · cinq sur case noire e1 · cinq sur case blanche f1 · cinq sur case noire g1 · cinq sur case blanche h1 | cinq sur case blanche a8 · quatre sur case noire b8 · trois sur case blanche c8 · deux sur case noire d8 · deux sur case blanche e8 · deux sur case noire f8 · deux sur case blanche g8 · deux sur case noire h8 · cinq sur case noire a7 · quatre sur case blanche b7 · trois sur case noire c7 · deux sur case blanche d7 · un sur case noire e7 · un sur case blanche f7 · un sur case noire g7 · deux sur case blanche h7 · cinq sur case blanche a6 · quatre sur case noire b6 · trois sur case blanche c6 · deux sur case noire d6 · un sur case blanche e6 · Roi blanc sur case noire f6 · un sur case blanche g6 · deux sur case noire h6 · cinq sur case noire a5 · quatre sur case blanche b5 · trois sur case noire c5 · deux sur case blanche d5 · un sur case noire e5 · un sur case blanche f5 · un sur case noire g5 · deux sur case blanche h5 · cinq sur case blanche a4 · quatre sur case noire b4 · trois sur case blanche c4 · deux sur case noire d4 · deux sur case blanche e4 · deux sur case noire f4 · deux sur case blanche g4 · deux sur case noire h4 · cinq sur case noire a3 · quatre sur case blanche b3 · trois sur case noire c3 · trois sur case blanche d3 · trois sur case noire e3 · trois sur case blanche f3 · trois sur case noire g3 · trois sur case blanche h3 · cinq sur case blanche a2 · quatre sur case noire b2 · quatre sur case blanche c2 · quatre sur case noire d2 · quatre sur case blanche e2 · quatre sur case noire f2 · quatre sur case blanche g2 · quatre sur case noire h2 · cinq sur case noire a1 · cinq sur case blanche b1 · cinq sur case noire c1 · cinq sur case blanche d1 · cinq sur case noire e1 · cinq sur case blanche f1 · cinq sur case noire g1 · cinq sur case blanche h1 | 2 |
| 1 | cinq sur case blanche a8 · quatre sur case noire b8 · trois sur case blanche c8 · deux sur case noire d8 · deux sur case blanche e8 · deux sur case noire f8 · deux sur case blanche g8 · deux sur case noire h8 · cinq sur case noire a7 · quatre sur case blanche b7 · trois sur case noire c7 · deux sur case blanche d7 · un sur case noire e7 · un sur case blanche f7 · un sur case noire g7 · deux sur case blanche h7 · cinq sur case blanche a6 · quatre sur case noire b6 · trois sur case blanche c6 · deux sur case noire d6 · un sur case blanche e6 · Roi blanc sur case noire f6 · un sur case blanche g6 · deux sur case noire h6 · cinq sur case noire a5 · quatre sur case blanche b5 · trois sur case noire c5 · deux sur case blanche d5 · un sur case noire e5 · un sur case blanche f5 · un sur case noire g5 · deux sur case blanche h5 · cinq sur case blanche a4 · quatre sur case noire b4 · trois sur case blanche c4 · deux sur case noire d4 · deux sur case blanche e4 · deux sur case noire f4 · deux sur case blanche g4 · deux sur case noire h4 · cinq sur case noire a3 · quatre sur case blanche b3 · trois sur case noire c3 · trois sur case blanche d3 · trois sur case noire e3 · trois sur case blanche f3 · trois sur case noire g3 · trois sur case blanche h3 · cinq sur case blanche a2 · quatre sur case noire b2 · quatre sur case blanche c2 · quatre sur case noire d2 · quatre sur case blanche e2 · quatre sur case noire f2 · quatre sur case blanche g2 · quatre sur case noire h2 · cinq sur case noire a1 · cinq sur case blanche b1 · cinq sur case noire c1 · cinq sur case blanche d1 · cinq sur case noire e1 · cinq sur case blanche f1 · cinq sur case noire g1 · cinq sur case blanche h1 | cinq sur case blanche a8 · quatre sur case noire b8 · trois sur case blanche c8 · deux sur case noire d8 · deux sur case blanche e8 · deux sur case noire f8 · deux sur case blanche g8 · deux sur case noire h8 · cinq sur case noire a7 · quatre sur case blanche b7 · trois sur case noire c7 · deux sur case blanche d7 · un sur case noire e7 · un sur case blanche f7 · un sur case noire g7 · deux sur case blanche h7 · cinq sur case blanche a6 · quatre sur case noire b6 · trois sur case blanche c6 · deux sur case noire d6 · un sur case blanche e6 · Roi blanc sur case noire f6 · un sur case blanche g6 · deux sur case noire h6 · cinq sur case noire a5 · quatre sur case blanche b5 · trois sur case noire c5 · deux sur case blanche d5 · un sur case noire e5 · un sur case blanche f5 · un sur case noire g5 · deux sur case blanche h5 · cinq sur case blanche a4 · quatre sur case noire b4 · trois sur case blanche c4 · deux sur case noire d4 · deux sur case blanche e4 · deux sur case noire f4 · deux sur case blanche g4 · deux sur case noire h4 · cinq sur case noire a3 · quatre sur case blanche b3 · trois sur case noire c3 · trois sur case blanche d3 · trois sur case noire e3 · trois sur case blanche f3 · trois sur case noire g3 · trois sur case blanche h3 · cinq sur case blanche a2 · quatre sur case noire b2 · quatre sur case blanche c2 · quatre sur case noire d2 · quatre sur case blanche e2 · quatre sur case noire f2 · quatre sur case blanche g2 · quatre sur case noire h2 · cinq sur case noire a1 · cinq sur case blanche b1 · cinq sur case noire c1 · cinq sur case blanche d1 · cinq sur case noire e1 · cinq sur case blanche f1 · cinq sur case noire g1 · cinq sur case blanche h1 | cinq sur case blanche a8 · quatre sur case noire b8 · trois sur case blanche c8 · deux sur case noire d8 · deux sur case blanche e8 · deux sur case noire f8 · deux sur case blanche g8 · deux sur case noire h8 · cinq sur case noire a7 · quatre sur case blanche b7 · trois sur case noire c7 · deux sur case blanche d7 · un sur case noire e7 · un sur case blanche f7 · un sur case noire g7 · deux sur case blanche h7 · cinq sur case blanche a6 · quatre sur case noire b6 · trois sur case blanche c6 · deux sur case noire d6 · un sur case blanche e6 · Roi blanc sur case noire f6 · un sur case blanche g6 · deux sur case noire h6 · cinq sur case noire a5 · quatre sur case blanche b5 · trois sur case noire c5 · deux sur case blanche d5 · un sur case noire e5 · un sur case blanche f5 · un sur case noire g5 · deux sur case blanche h5 · cinq sur case blanche a4 · quatre sur case noire b4 · trois sur case blanche c4 · deux sur case noire d4 · deux sur case blanche e4 · deux sur case noire f4 · deux sur case blanche g4 · deux sur case noire h4 · cinq sur case noire a3 · quatre sur case blanche b3 · trois sur case noire c3 · trois sur case blanche d3 · trois sur case noire e3 · trois sur case blanche f3 · trois sur case noire g3 · trois sur case blanche h3 · cinq sur case blanche a2 · quatre sur case noire b2 · quatre sur case blanche c2 · quatre sur case noire d2 · quatre sur case blanche e2 · quatre sur case noire f2 · quatre sur case blanche g2 · quatre sur case noire h2 · cinq sur case noire a1 · cinq sur case blanche b1 · cinq sur case noire c1 · cinq sur case blanche d1 · cinq sur case noire e1 · cinq sur case blanche f1 · cinq sur case noire g1 · cinq sur case blanche h1 | cinq sur case blanche a8 · quatre sur case noire b8 · trois sur case blanche c8 · deux sur case noire d8 · deux sur case blanche e8 · deux sur case noire f8 · deux sur case blanche g8 · deux sur case noire h8 · cinq sur case noire a7 · quatre sur case blanche b7 · trois sur case noire c7 · deux sur case blanche d7 · un sur case noire e7 · un sur case blanche f7 · un sur case noire g7 · deux sur case blanche h7 · cinq sur case blanche a6 · quatre sur case noire b6 · trois sur case blanche c6 · deux sur case noire d6 · un sur case blanche e6 · Roi blanc sur case noire f6 · un sur case blanche g6 · deux sur case noire h6 · cinq sur case noire a5 · quatre sur case blanche b5 · trois sur case noire c5 · deux sur case blanche d5 · un sur case noire e5 · un sur case blanche f5 · un sur case noire g5 · deux sur case blanche h5 · cinq sur case blanche a4 · quatre sur case noire b4 · trois sur case blanche c4 · deux sur case noire d4 · deux sur case blanche e4 · deux sur case noire f4 · deux sur case blanche g4 · deux sur case noire h4 · cinq sur case noire a3 · quatre sur case blanche b3 · trois sur case noire c3 · trois sur case blanche d3 · trois sur case noire e3 · trois sur case blanche f3 · trois sur case noire g3 · trois sur case blanche h3 · cinq sur case blanche a2 · quatre sur case noire b2 · quatre sur case blanche c2 · quatre sur case noire d2 · quatre sur case blanche e2 · quatre sur case noire f2 · quatre sur case blanche g2 · quatre sur case noire h2 · cinq sur case noire a1 · cinq sur case blanche b1 · cinq sur case noire c1 · cinq sur case blanche d1 · cinq sur case noire e1 · cinq sur case blanche f1 · cinq sur case noire g1 · cinq sur case blanche h1 | cinq sur case blanche a8 · quatre sur case noire b8 · trois sur case blanche c8 · deux sur case noire d8 · deux sur case blanche e8 · deux sur case noire f8 · deux sur case blanche g8 · deux sur case noire h8 · cinq sur case noire a7 · quatre sur case blanche b7 · trois sur case noire c7 · deux sur case blanche d7 · un sur case noire e7 · un sur case blanche f7 · un sur case noire g7 · deux sur case blanche h7 · cinq sur case blanche a6 · quatre sur case noire b6 · trois sur case blanche c6 · deux sur case noire d6 · un sur case blanche e6 · Roi blanc sur case noire f6 · un sur case blanche g6 · deux sur case noire h6 · cinq sur case noire a5 · quatre sur case blanche b5 · trois sur case noire c5 · deux sur case blanche d5 · un sur case noire e5 · un sur case blanche f5 · un sur case noire g5 · deux sur case blanche h5 · cinq sur case blanche a4 · quatre sur case noire b4 · trois sur case blanche c4 · deux sur case noire d4 · deux sur case blanche e4 · deux sur case noire f4 · deux sur case blanche g4 · deux sur case noire h4 · cinq sur case noire a3 · quatre sur case blanche b3 · trois sur case noire c3 · trois sur case blanche d3 · trois sur case noire e3 · trois sur case blanche f3 · trois sur case noire g3 · trois sur case blanche h3 · cinq sur case blanche a2 · quatre sur case noire b2 · quatre sur case blanche c2 · quatre sur case noire d2 · quatre sur case blanche e2 · quatre sur case noire f2 · quatre sur case blanche g2 · quatre sur case noire h2 · cinq sur case noire a1 · cinq sur case blanche b1 · cinq sur case noire c1 · cinq sur case blanche d1 · cinq sur case noire e1 · cinq sur case blanche f1 · cinq sur case noire g1 · cinq sur case blanche h1 | cinq sur case blanche a8 · quatre sur case noire b8 · trois sur case blanche c8 · deux sur case noire d8 · deux sur case blanche e8 · deux sur case noire f8 · deux sur case blanche g8 · deux sur case noire h8 · cinq sur case noire a7 · quatre sur case blanche b7 · trois sur case noire c7 · deux sur case blanche d7 · un sur case noire e7 · un sur case blanche f7 · un sur case noire g7 · deux sur case blanche h7 · cinq sur case blanche a6 · quatre sur case noire b6 · trois sur case blanche c6 · deux sur case noire d6 · un sur case blanche e6 · Roi blanc sur case noire f6 · un sur case blanche g6 · deux sur case noire h6 · cinq sur case noire a5 · quatre sur case blanche b5 · trois sur case noire c5 · deux sur case blanche d5 · un sur case noire e5 · un sur case blanche f5 · un sur case noire g5 · deux sur case blanche h5 · cinq sur case blanche a4 · quatre sur case noire b4 · trois sur case blanche c4 · deux sur case noire d4 · deux sur case blanche e4 · deux sur case noire f4 · deux sur case blanche g4 · deux sur case noire h4 · cinq sur case noire a3 · quatre sur case blanche b3 · trois sur case noire c3 · trois sur case blanche d3 · trois sur case noire e3 · trois sur case blanche f3 · trois sur case noire g3 · trois sur case blanche h3 · cinq sur case blanche a2 · quatre sur case noire b2 · quatre sur case blanche c2 · quatre sur case noire d2 · quatre sur case blanche e2 · quatre sur case noire f2 · quatre sur case blanche g2 · quatre sur case noire h2 · cinq sur case noire a1 · cinq sur case blanche b1 · cinq sur case noire c1 · cinq sur case blanche d1 · cinq sur case noire e1 · cinq sur case blanche f1 · cinq sur case noire g1 · cinq sur case blanche h1 | cinq sur case blanche a8 · quatre sur case noire b8 · trois sur case blanche c8 · deux sur case noire d8 · deux sur case blanche e8 · deux sur case noire f8 · deux sur case blanche g8 · deux sur case noire h8 · cinq sur case noire a7 · quatre sur case blanche b7 · trois sur case noire c7 · deux sur case blanche d7 · un sur case noire e7 · un sur case blanche f7 · un sur case noire g7 · deux sur case blanche h7 · cinq sur case blanche a6 · quatre sur case noire b6 · trois sur case blanche c6 · deux sur case noire d6 · un sur case blanche e6 · Roi blanc sur case noire f6 · un sur case blanche g6 · deux sur case noire h6 · cinq sur case noire a5 · quatre sur case blanche b5 · trois sur case noire c5 · deux sur case blanche d5 · un sur case noire e5 · un sur case blanche f5 · un sur case noire g5 · deux sur case blanche h5 · cinq sur case blanche a4 · quatre sur case noire b4 · trois sur case blanche c4 · deux sur case noire d4 · deux sur case blanche e4 · deux sur case noire f4 · deux sur case blanche g4 · deux sur case noire h4 · cinq sur case noire a3 · quatre sur case blanche b3 · trois sur case noire c3 · trois sur case blanche d3 · trois sur case noire e3 · trois sur case blanche f3 · trois sur case noire g3 · trois sur case blanche h3 · cinq sur case blanche a2 · quatre sur case noire b2 · quatre sur case blanche c2 · quatre sur case noire d2 · quatre sur case blanche e2 · quatre sur case noire f2 · quatre sur case blanche g2 · quatre sur case noire h2 · cinq sur case noire a1 · cinq sur case blanche b1 · cinq sur case noire c1 · cinq sur case blanche d1 · cinq sur case noire e1 · cinq sur case blanche f1 · cinq sur case noire g1 · cinq sur case blanche h1 | cinq sur case blanche a8 · quatre sur case noire b8 · trois sur case blanche c8 · deux sur case noire d8 · deux sur case blanche e8 · deux sur case noire f8 · deux sur case blanche g8 · deux sur case noire h8 · cinq sur case noire a7 · quatre sur case blanche b7 · trois sur case noire c7 · deux sur case blanche d7 · un sur case noire e7 · un sur case blanche f7 · un sur case noire g7 · deux sur case blanche h7 · cinq sur case blanche a6 · quatre sur case noire b6 · trois sur case blanche c6 · deux sur case noire d6 · un sur case blanche e6 · Roi blanc sur case noire f6 · un sur case blanche g6 · deux sur case noire h6 · cinq sur case noire a5 · quatre sur case blanche b5 · trois sur case noire c5 · deux sur case blanche d5 · un sur case noire e5 · un sur case blanche f5 · un sur case noire g5 · deux sur case blanche h5 · cinq sur case blanche a4 · quatre sur case noire b4 · trois sur case blanche c4 · deux sur case noire d4 · deux sur case blanche e4 · deux sur case noire f4 · deux sur case blanche g4 · deux sur case noire h4 · cinq sur case noire a3 · quatre sur case blanche b3 · trois sur case noire c3 · trois sur case blanche d3 · trois sur case noire e3 · trois sur case blanche f3 · trois sur case noire g3 · trois sur case blanche h3 · cinq sur case blanche a2 · quatre sur case noire b2 · quatre sur case blanche c2 · quatre sur case noire d2 · quatre sur case blanche e2 · quatre sur case noire f2 · quatre sur case blanche g2 · quatre sur case noire h2 · cinq sur case noire a1 · cinq sur case blanche b1 · cinq sur case noire c1 · cinq sur case blanche d1 · cinq sur case noire e1 · cinq sur case blanche f1 · cinq sur case noire g1 · cinq sur case blanche h1 | 1 |
|   | a | b | c | d | e | f | g | h |   |

## Étymologie
La distance de Tchebychev tient son nom du mathématicien russe Pafnouti Tchebychev.

## Définition
Entre deux points A et B, de coordonnées respectives {\displaystyle (A_{0},\ldots ,A_{n})} et {\displaystyle (B_{0},\ldots ,B_{n})}, la distance de Tchebychev est définie par :
{\displaystyle d(A,B)=\max _{i\in [[0,n]]}(|A_{i}-B_{i}|).}
Autrement dit : c'est la distance associée à la norme « infini ».

## Analogies
La distance de Tchebychev est équivalente à la distance de Minkowski (en) d'ordre infini.
Dans un automate cellulaire, les cellules à une distance de Tchebychev N d'une autre constituent son voisinage de Moore d'ordre N.

## Calcul numérique
Le calcul d'une distance de Tchebychev ne fait intervenir que des soustractions, des valeurs absolues (donc des changements de signe) et des comparaisons (recherche de la valeur maximale). Elle est donc moins sujette aux erreurs numériques qu'une distance quadratique, qui elle calcule des sommes de carrés. De plus, elle sera calculée plus rapidement.